# Innsbruck
Innsbruck (im lokalen bairisch-österreichischen Dialekt Innschbrugg ausgesprochen) ist eine Großstadt im Westen Österreichs und Hauptstadt des Bundeslandes Tirol. Wahrzeichen der alten Hauptstadt der Gefürsteten Grafschaft Tirol ist das Goldene Dachl.
Mit 132.499 Einwohnern (Stand 1. Jänner 2025) ist Innsbruck die bevölkerungsreichste Stadt Tirols und zugleich fünftgrößte Stadt Österreichs (nach Wien, Graz, Linz und Salzburg). In ihrem Ballungsraum leben rund 300.000 Menschen. Zusätzlich haben etwa 30.000 Studenten der Innsbrucker Universität, der Medizinischen Universität Innsbruck und sonstige Personen hier einen Nebenwohnsitz; täglich wurden 2019 rund 3000 Übernachtungen von Städtetouristen gebucht.

## Name
Der transparente Ortsname verweist auf die Siedlungsentstehung an einer Brücke über den Inn. Aufgrund ihrer Rolle als ehemalige Hauptstadt der dreisprachigen Gefürsteten Grafschaft Tirol bestehen ein ladinisches (Dispruch) sowie ein veraltetes italienisches Exonym (Isprucco).

## Geografie

### Geografische Lage

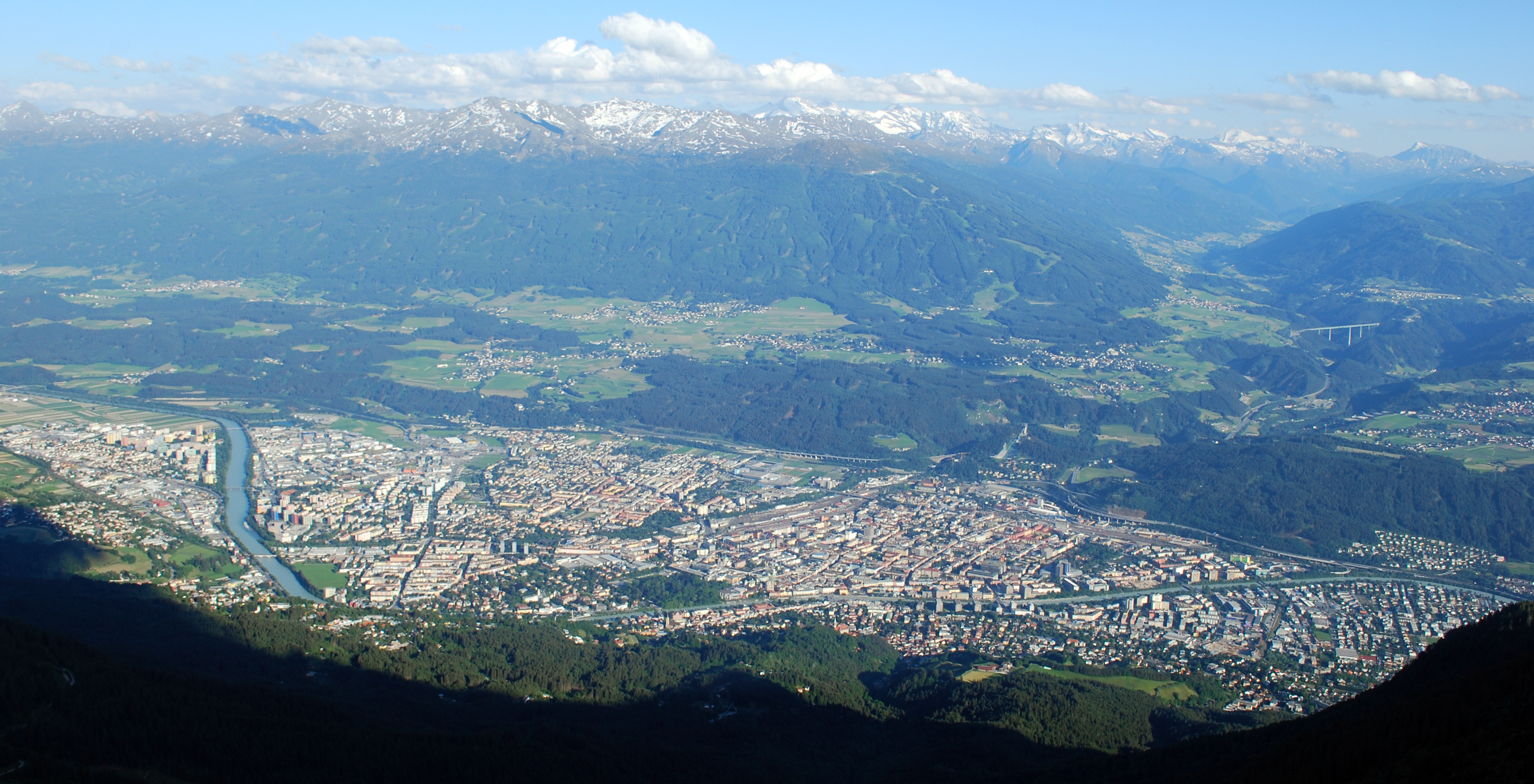
Innsbruck, Zentrum und Osten, von Nordwesten

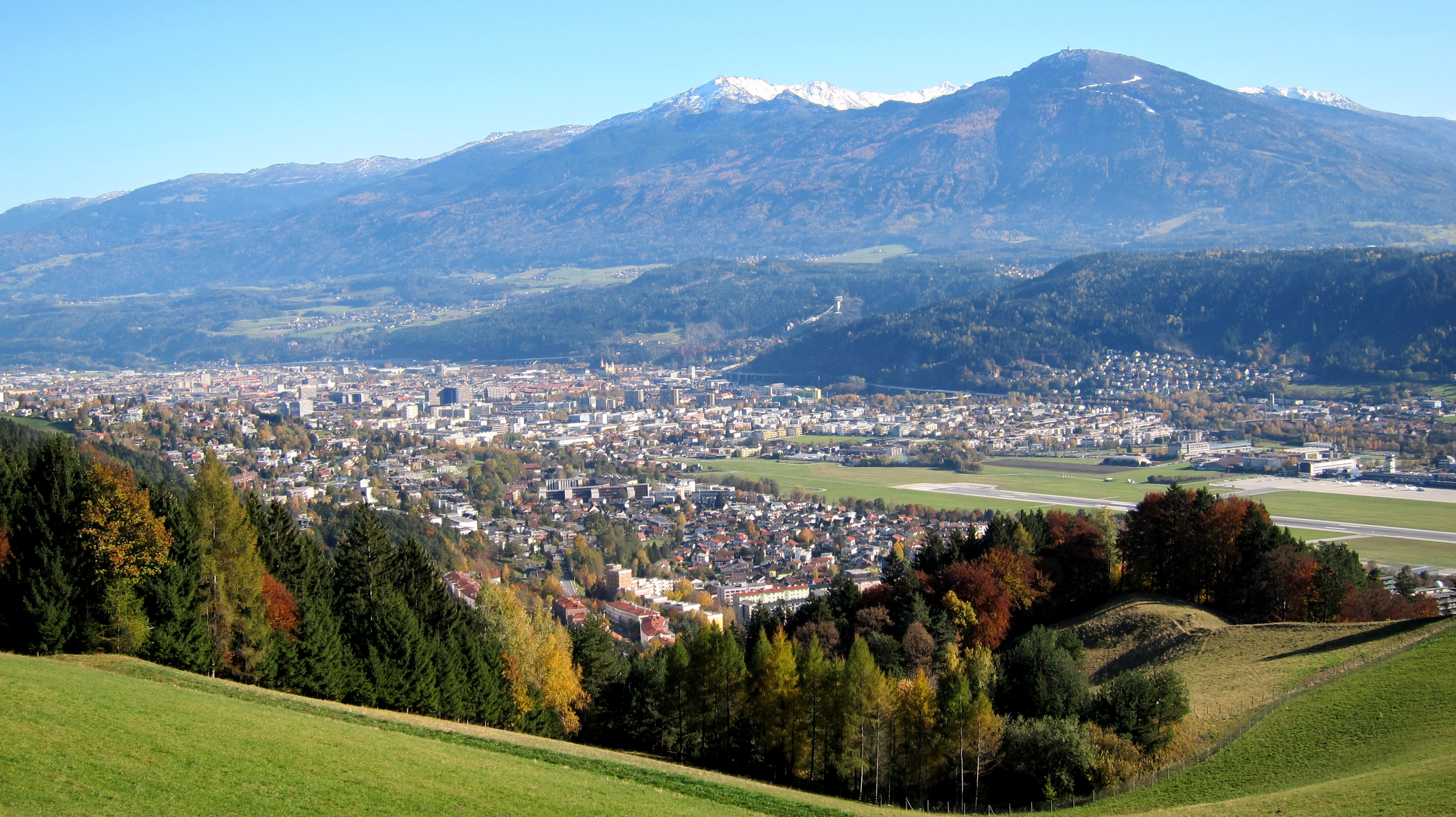
Innsbruck, Westen, von Nordwesten, mit Flughafen, Bergisel und Patscherkofel

Innsbruck liegt zentral im Nordtiroler Inntal, wo das Wipptal südwärts Richtung Brennerpass abzweigt, und dementsprechend auch am Aufeinandertreffen von Inn und Sill. Wenige Kilometer westlich von Innsbruck stellt die Einmündung der Melach in den Inn zwischen den Orten Unterperfuss und Kematen in Tirol die Trennlinie zwischen dem westlichen Oberinntal und dem östlichen Unterinntal dar.
Die Stadt wird im Norden eingegrenzt von der Nordkette, der südlichsten der vier großen Gebirgsketten im Karwendel, und im Süden von den Vorbergen der alpinen Zentralkette (Patscherkofel).

### Stadtgliederung und Ausdehnung des Stadtgebiets
Die Statutarstadt Innsbruck gliedert sich in neun Katastralgemeinden und Ortschaften, die aus ehemals selbständigen Gemeinden oder Gemeindeteilen gebildet wurden. Diese Katastralgemeinden bilden auch die Stadtteile Innsbrucks (§ 2 (2) Stadtrecht Innsbruck).
Die Katastralgemeinden sind noch in 20 Statistische Stadtteile (seitens der Stadtverwaltung), 42 statistische Bezirke und 178 statistische Zählsprengel (für die österreichweite amtliche Statistik) unterteilt. Diese Bezeichnungen werden zum Teil auch im allgemeinen Sprachgebrauch verwendet, die Zählsprengel sind schlicht nummeriert.
Ausnahmen stellen die Stadtteile Hungerburg, Gewerbegebiet Mühlau/Arzl und Olympisches Dorf dar, welche auf zwei Katastralgemeinden aufgeteilt sind.
Folgend sind die Katastralgemeinden und Ortschaften mit einer Unterteilung in weitere Stadtteile angegeben (Fläche Stand 31. Dezember 2019; Einwohner Stand 1. Jänner 2025):
| KG / Ortschaft | Fläche in ha | Einw.  | Stadtteile                                                                                   |
| -------------- | ------------ | ------ | -------------------------------------------------------------------------------------------- |
| Amras          | 0.491,57     | 5.654  | Roßau                                                                                        |
| Arzl           | 2.096,96     | 11.314 | Neuarzl, Olympisches Dorf                                                                    |
| Hötting        | 4.473,39     | 34.918 | Höttinger Au, Hötting West, Hungerburg (Hoch-Innsbruck), Sadrach, Allerheiligen, Kranebitten |
| Igls           | 0.554,17     | 2.644  |                                                                                              |
| Innsbruck      | 0.307,62     | 20.200 | Dreiheiligen-Schlachthof, Innenstadt, Mariahilf-St. Nikolaus, Saggen                         |
| Mühlau         | 1.146,21     | 5.586  | Hungerburg (Hoch-Innsbruck)                                                                  |
| Pradl          | 0.380,07     | 34.054 | Pradl, Reichenau                                                                             |
| Vill           | 0.366,82     | 520    |                                                                                              |
| Wilten         | 0.674,21     | 17.609 | Mentlberg, Sieglanger, Wilten West                                                           |

Das Gebiet der Stadt Innsbruck von West nach Ost erstreckt sich über einen großen Teil des Inntals, neben dem bebauten Talboden auch über viel Bergraum.
Im Süden dehnt sich das Stadtgebiet über einen Teil des südöstlichen Mittelgebirges bis zum Abhang des Patscherkofels (2246 m ü. A.) aus, der jedoch nicht innerhalb der Gemeindegrenzen liegt.
Zum Stadtgebiet gehören auch noch ein Teil der Nordkette vom Kleinen Solstein (2637 m ü. A.) bis zur Rumer Spitze (2454 m ü. A.). Vom Hafelekarhaus (2269 m ü. A.), das mit der Nordkettenbahn erreichbar ist, führt ein Weg in etwa zehn Minuten zur 2334 m hohen Hafelekarspitze.
Außerdem gehören heute fast
das ganze obere Gleirschtal, ein Nebental des Hinterautals östlich von Scharnitz, sowie das vom Gleirschbach durchflossene Samertal und das Kleinkristental, die beide nördlich der Nordkette liegen, zum Gemeindegebiet der Stadt. Dieses umfasst die Möslalm (1262 m ü. A.) sowie einen Teil der Gleirsch-Halltal-Kette vom Hohen Gleirsch (2492 m ü. A.) bis zur Sonntagkarspitze (2575 m ü. A.). Die 2642 m ü. A. hohe Westliche Praxmarerkarspitze bildet dabei den höchsten Punkt des Stadtgebiets. Dieses Gebiet ist auf Fahrwegen nur von Scharnitz erreichbar, wobei eine Rechtmäßigkeit der Aneignung dieser über der Wasserscheide liegenden Gemeindegebiete durch die Stadt Innsbruck (Gemeindegebiet von Scharnitz) bisher unklar ist.
Dieser Raum umfasst etwa 30 km², also 1⁄3 des ganzen Stadtgebiets. Zusammen mit der Südflanke der Nordkette über der Stadt und den Vorbergen im Süden ist über die Hälfte des Stadtgebietes unbesiedeltes Bergland. Etwa 4.000 Hektar (40 km², 2⁄5) sind Waldfläche.
Im Stadtgebiet liegen – ebenso für eine Großstadt besonders – auch etliche Almen, von denen fünf, Arzler Alm, Bodensteinalm, Höttinger Alm, Umbrüggler Alm und Möslalm, im Besitz der Stadt Innsbruck sind.
| Nr. | KNR   | OKZ   | Katastralgemeinde / Stadtteil | Nr. | Statistischer Stadtteil   | Nr. | Statistischer Bezirk  | Sonstige Ortslagen                                                                 |
| --- | ----- | ----- | ----------------------------- | --- | ------------------------- | --- | --------------------- | ---------------------------------------------------------------------------------- |
| 0   | 81113 | 16403 | Innsbruck                     | 01  | Innenstadt                | 00  | Altstadt              |                                                                                    |
| 0   | 81113 | 16403 | Innsbruck                     | 02  | Mariahilf-St. Nikolaus    | 01  | Linkes Innufer        | Mariahilf, St. Nikolaus                                                            |
| 0   | 81113 | 16403 | Innsbruck                     | 01  | Innenstadt                | 02  | Innere Stadt-Nord     |                                                                                    |
| 0   | 81113 | 16403 | Innsbruck                     | 01  | Innenstadt                | 03  | Innere Stadt-West     |                                                                                    |
| 0   | 81113 | 16403 | Innsbruck                     | 01  | Innenstadt                | 04  | Innere Stadt-Ost      |                                                                                    |
| 0   | 81113 | 16403 | Innsbruck                     | 03  | Dreiheiligen-Schlachthof  | 05  | Dreiheiligen          |                                                                                    |
| 0   | 81113 | 16403 | Innsbruck                     | 04  | Saggen                    | 06  | Saggen-West           |                                                                                    |
| 0   | 81113 | 16403 | Innsbruck                     | 04  | Saggen                    | 07  | Saggen-Nord           |                                                                                    |
| 0   | 81113 | 16403 | Innsbruck                     | 03  | Dreiheiligen-Schlachthof  | 08  | Saggen-Ost            |                                                                                    |
| 1   | 81136 | 16407 | Wilten                        | 05  | Wilten                    | 09  | Wilten-Ost            |                                                                                    |
| 1   | 81136 | 16407 | Wilten                        | 05  | Wilten                    | 10  | Wilten-Mitte          |                                                                                    |
| 1   | 81136 | 16407 | Wilten                        | 05  | Wilten                    | 11  | Wilten-Süd            |                                                                                    |
| 1   | 81136 | 16407 | Wilten                        | 05  | Wilten                    | 12  | Wilten-West           |                                                                                    |
| 1   | 81136 | 16407 | Wilten                        | 06  | Sieglanger-Mentlberg      | 13  | Sieglanger            |                                                                                    |
| 1   | 81136 | 16407 | Wilten                        | 06  | Sieglanger-Mentlberg      | 14  | Mentlberg             |                                                                                    |
| 2   | 81125 | 16405 | Pradl                         | 07  | Pradl                     | 15  | Pradl-Nord            |                                                                                    |
| 2   | 81125 | 16405 | Pradl                         | 07  | Pradl                     | 16  | Pradl-Mitte-West      |                                                                                    |
| 2   | 81125 | 16405 | Pradl                         | 07  | Pradl                     | 17  | Pradl-Mitte-Ost       |                                                                                    |
| 2   | 81125 | 16405 | Pradl                         | 07  | Pradl                     | 18  | Pradl-Süd             |                                                                                    |
| 2   | 81125 | 16405 | Pradl                         | 07  | Pradl                     | 19  | Pradl-Ost             |                                                                                    |
| 2   | 81125 | 16405 | Pradl                         | 08  | Reichenau                 | 20  | Reichenau-West        |                                                                                    |
| 2   | 81125 | 16405 | Pradl                         | 08  | Reichenau                 | 21  | Reichenau-Ost         |                                                                                    |
| 3   | 81111 | 16401 | Hötting                       | 09  | Hötting                   | 30  | Hötting-Mitte         | Alpenzoo, Ölberg, Sadrach                                                          |
| 3   | 81111 | 16401 | Hötting                       | 12  | Hungerburg                | 31  | Hungerburg-Hötting    | Höttinger Alm, Möslalm                                                             |
| 3   | 81111 | 16401 | Hötting                       | 10  | Höttinger Au              | 32  | Höttinger Au-Ost      |                                                                                    |
| 3   | 81111 | 16401 | Hötting                       | 10  | Höttinger Au              | 33  | Höttinger Au-West     | Flughafen Innsbruck, Gießensiedlung, Heilig-Jahr-Siedlung, Universität-Sportcampus |
| 3   | 81111 | 16401 | Hötting                       | 11  | Hötting West              | 34  | Lohbachsiedlung       |                                                                                    |
| 3   | 81111 | 16401 | Hötting                       | 11  | Hötting West              | 35  | Hörtnaglsiedlung      | Allerheiligen, Peerhof                                                             |
| 3   | 81111 | 16401 | Hötting                       | 11  | Hötting West              | 36  | Hötting-West          | Kranebitten                                                                        |
| 4   | 81121 | 16404 | Mühlau                        | 13  | Mühlau                    | 40  | Mühlau-Dorf           |                                                                                    |
| 4   | 81121 | 16404 | Mühlau                        | 12  | Hungerburg                | 41  | Hungerburg-Mühlau     |                                                                                    |
| 4   | 81121 | 16404 | Mühlau                        | 14  | Gewerbegebiet Mühlau/Arzl | 42  | Mühlau-Ost            |                                                                                    |
| 4   | 81121 | 16404 | Mühlau                        | 16  | Olympisches Dorf          | 43  | Mühlau-Schießstand    |                                                                                    |
| 5   | 81102 | 16399 | Amras                         | 17  | Amras                     | 50  | Amras-Süd             | Egerdach                                                                           |
| 5   | 81102 | 16399 | Amras                         | 17  | Amras                     | 51  | Amras-West            |                                                                                    |
| 5   | 81102 | 16399 | Amras                         | 18  | Gewerbegebiet Roßau       | 52  | Amras-Nord            |                                                                                    |
| 6   | 81103 | 16400 | Arzl                          | 15  | Arzl                      | 60  | Arzl-Dorf             |                                                                                    |
| 6   | 81103 | 16400 | Arzl                          | 15  | Arzl                      | 61  | Arzl-West             |                                                                                    |
| 6   | 81103 | 16400 | Arzl                          | 14  | Gewerbegebiet Mühlau/Arzl | 62  | Arzl-Süd              |                                                                                    |
| 6   | 81103 | 16400 | Arzl                          | 16  | Olympisches Dorf          | 63  | Arzl-Olympisches Dorf |                                                                                    |
| 7   | 81103 | 16406 | Vill                          | 19  | Vill                      | 70  | Vill                  |                                                                                    |
| 8   | 81112 | 16402 | Igls                          | 20  | Igls                      | 80  | Igls                  |                                                                                    |

Quellen: Stadt Innsbruck, Referat Statistik und Berichtswesen; Statistik Austria (STAT): Ortsverzeichnis

### Nachbargemeinden

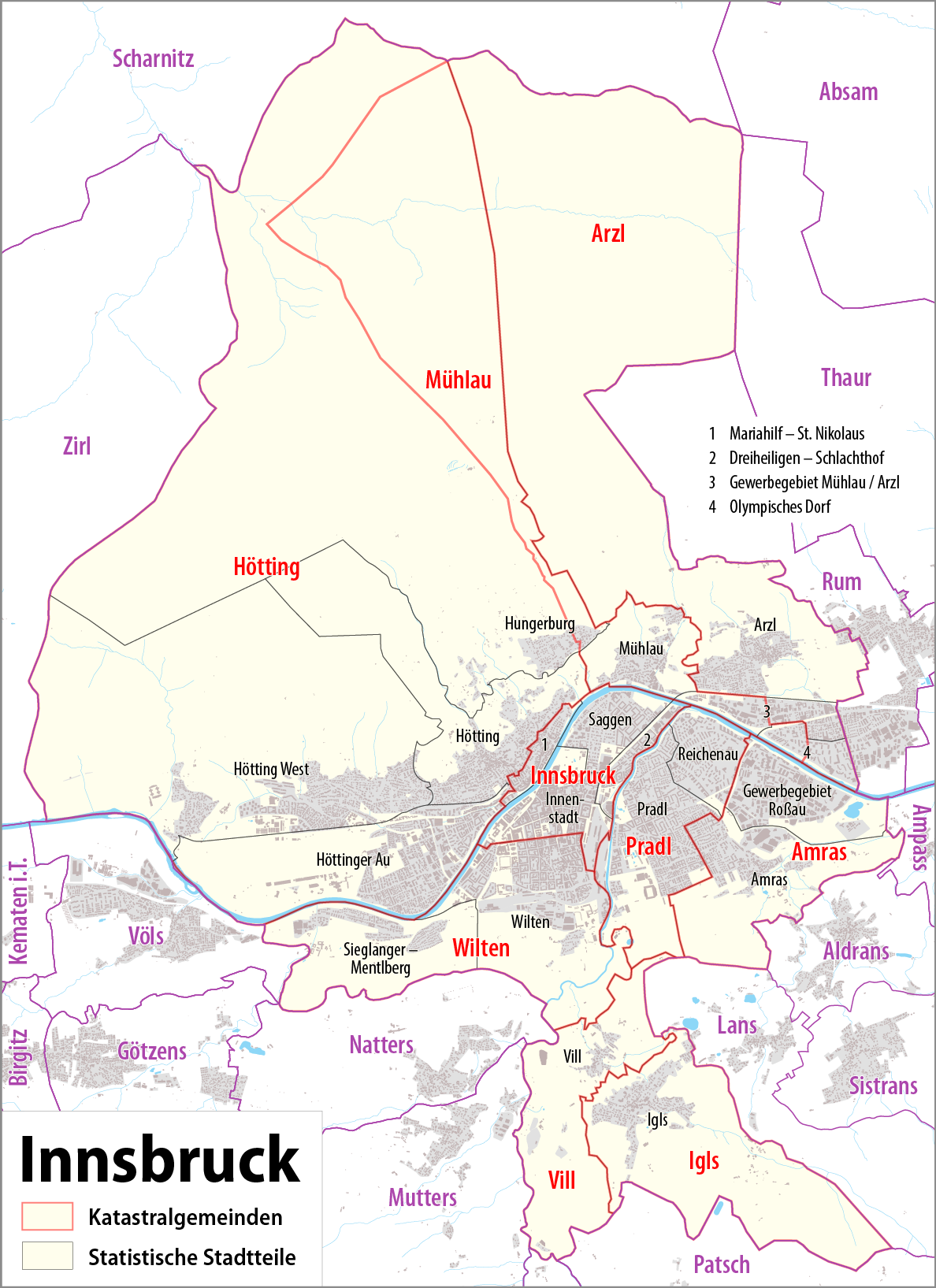
Katastralgemeinden und statistische Stadtteile von Innsbruck sowie einige Nachbargemeinden

Das Stadtgebiet von Innsbruck grenzt an folgende 14 Gemeinden, die alle im Bezirk Innsbruck-Land liegen:

### Eingemeindungen
- 1904: Pradl (von Amras abgetrennt) und Wilten
- 1938: Hötting, Mühlau und Amras
- 1940: Arzl
- 1942: Vill und Igls

### Hydrogeografie
Der Inn durchquert das Stadtgebiet von Westen nach Osten in Bögen, seine Wasserführung beträgt im langjährigen Mittel MQ 1971–2009 = 163 m3/s, mit einem Maximum im Juni durch Gletscherschmelze. Sein Gefälle beträgt hier etwa 1 Promille. Er wird nur wenig von Paddlern befahren, ein Einstieg ist von der Rechengasse möglich. Mai–September wurden in vergangenen Jahren Floßfahrten von Silz nach Kufstein mit Landestellen in Innsbruck bei Kranebitten, Löwenhaus und Baggersee angeboten.
Weitere im Gemeindegebiet von Innsbruck verlaufenden Gewässer sind:

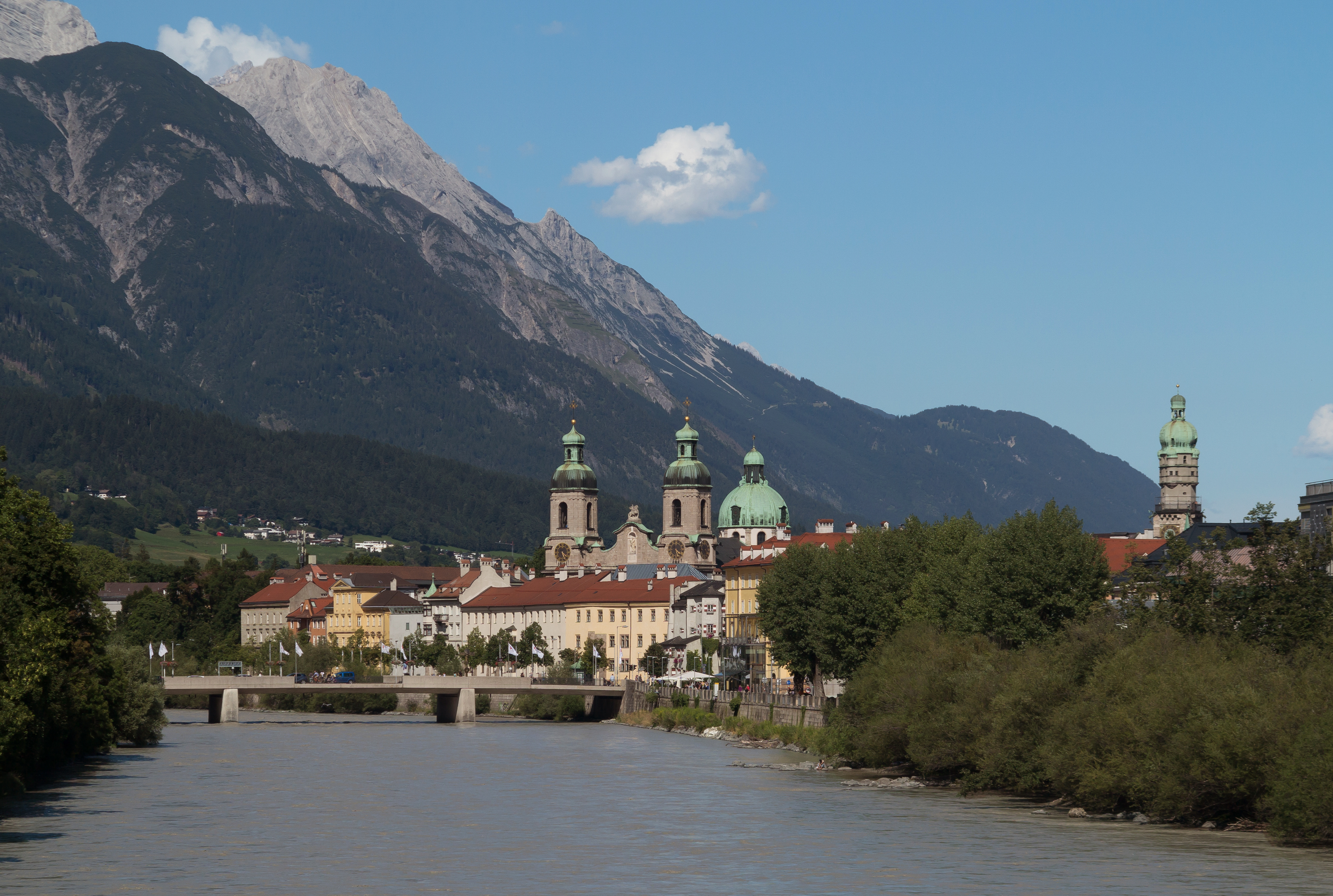
Der Inn durch Innsbruck

| Zuflüsse zum Inn: - Geroldsbach - Lohbach mit Gießenbach - Höttinger Bach - Fallbach - Weiherburgbach - Tuffbach (Weißbach) - Lanser Bach - Mühlauer Bach - Sill (MQ = 24,5 m3/s) mit dem in der Sillschlucht einmündenden Viller Bach - Arzler Bach | Im Karwendel zur Isar: - Gleirschbach (mündet im Hinterautal in die Isar) - Angerbach Sonstige Gewässer: - Baggersee Rossau - Großer Weiher - Rapoldi-Weiher - Kleiner Weiher |

Hawaii ist ein Spitzname für einen informell genutzten Badeplatz am linken Ufer des Inns gegenüber Kranebitten.

### Klima
|                       | Jan  | Feb  | Mär  | Apr  | Mai  | Jun   | Jul   | Aug   | Sep  | Okt  | Nov  | Dez  |   |       |
| Mittl. Tagesmax. (°C) | 3,5  | 6,3  | 11,3 | 14,8 | 20,3 | 22,6  | 24,7  | 24,4  | 20,8 | 15,8 | 8,2  | 3,7  | ⌀ | 14,7  |
| Mittl. Tagesmin. (°C) | −5,2 | −3,7 | 0,2  | 3,4  | 7,8  | 10,8  | 12,8  | 12,7  | 9,3  | 4,8  | −0,5 | −4,2 | ⌀ | 4,1   |
|                       |      |      |      |      |      |       |       |       |      |      |      |      |   |       |
| Niederschlag (mm)     | 43,9 | 41,4 | 55,9 | 57,7 | 87,1 | 110,3 | 137,2 | 111,3 | 78,1 | 57,3 | 63,2 | 53,1 | Σ | 896,5 |
|                       |      |      |      |      |      |       |       |       |      |      |      |      |   |       |
| Sonnenstunden (h/d)   | 2,6  | 4,0  | 4,8  | 5,5  | 6,1  | 6,2   | 6,9   | 6,7   | 6,2  | 5,4  | 3,2  | 2,5  | ⌀ | 5     |
|                       |      |      |      |      |      |       |       |       |      |      |      |      |   |       |
| Regentage (d)         | 7,4  | 7,3  | 8,8  | 9,7  | 10,7 | 13,2  | 13,9  | 12,6  | 9,2  | 7,8  | 9,0  | 8,6  | Σ | 118,2 |
|                       |      |      |      |      |      |       |       |       |      |      |      |      |   |       |
| Luftfeuchtigkeit (%)  | 77   | 72   | 65   | 63   | 62   | 66    | 69    | 70    | 72   | 73   | 77   | 79   | ⌀ | 70,4  |

| −5,2 |

| −3,7 |

| 0,2 |

| 3,4 |

| 7,8 |

| 10,8 |

| 12,8 |

| 12,7 |

| 9,3 |

| 4,8 |

| −0,5 |

| −4,2 |

| −5,2 |

| −3,7 |

| 0,2 |

| 3,4 |

| 7,8 |

| 10,8 |

| 12,8 |

| 12,7 |

| 9,3 |

| 4,8 |

| −0,5 |

| −4,2 |

| N i e d e r s c h l a g | 43,9 | 41,4 | 55,9 | 57,7 | 87,1 | 110,3 | 137,2 | 111,3 | 78,1 | 57,3 | 63,2 | 53,1 |
|                         | Jan  | Feb  | Mär  | Apr  | Mai  | Jun   | Jul   | Aug   | Sep  | Okt  | Nov  | Dez  |

Innsbruck hat im Allgemeinen ein gemäßigtes Klima, jedoch mit teils alpinem Charakter. Sehr bekannt ist das Wetterphänomen des Föhns, der durch die Nord-Süd-Ausrichtung des Wipptales begünstigt wird. Dieser Fallwind kann in allen Jahreszeiten auftreten, jedoch häufiger im Herbst. Die Windgeschwindigkeiten können in Innsbruck 120 km/h erreichen und am nahe gelegenen Patscherkofel bis zu 200 km/h. Tritt der Föhn im Winter auf, dann kann die Temperatur durchaus knapp 18 °C erreichen.
Die durchschnittliche Temperatur beträgt 9,7 °C,
der jährliche Niederschlag 912,1 mm.
Die wärmsten Monate sind Juli und August mit durchschnittlich 18,1 bzw. 17,4 °C, die kältesten Dezember und Jänner mit −1,1 bzw. −2,8 °C im Mittel. Der meiste Niederschlag fällt im Juli mit durchschnittlich 137,2 mm, der geringste im Feber mit durchschnittlich 41,4 mm.

## Dialekt
Der in Innsbruck gesprochene Dialekt gehört der südbairischen Dialektgruppe an (siehe Dialekte in Tirol), ist jedoch stärker als andere Tiroler Dialekte vom Standarddeutschen beeinflusst und daher für Auswärtige relativ leicht verständlich. Ein typisches Kennzeichen des Dialektes dieser Region ist das sehr hart ausgesprochene „K“. Wie in allen anderen österreichischen Großstädten ist der Dialekt in Innsbruck im Rückzug; jüngere Innsbrucker sprechen meist nur noch leichten Dialekt oder Standarddeutsch.

## Geschichte
Besiedlungsspuren auf dem Innsbrucker Stadtgebiet lassen sich bis in die Jungsteinzeit zurückverfolgen.
Vorrömische Ortsnamen und Urnengräberfelder in Wilten, Amras, Hötting und Mühlau sowie Funde aus der Latènezeit am Adolf-Pichler-Platz in der Innenstadt zeigen, dass das Innsbrucker Becken seit mehr als 3000 Jahren durchgehend besiedelt ist.
Im Zug der Grenzsicherung im Norden und der Eroberung der Räter und Noriker legten die Römer unter Kaiser Augustus zum Schutz der Reichsstraße Verona – Brenner – Augsburg um 15 v. Chr. die Militärstation Veldidena (Wilten) an, die bis in die Spätantike bestand und erst um 600 zerstört wurde.
Nach dem Zerfall des weströmischen Reichs kam das Gebiet zunächst unter baierische Hoheit, bevor es ab 788 mit der Einverleibung des baierischen Herzogtums im fränkischen Reich Karls des Großen aufging. In den folgenden Jahrhunderten wurde das Gebiet um Innsbruck wieder ein Teil des neu gegründeten Herzogtums Bayern und befand sich in späterer Folge unter der Herrschaft der Grafen von Andechs, ehe es in der Grafschaft Tirol aufging.
Kirchlich gehörte Innsbruck mit dem Inntal seit dem Frühmittelalter zur Diözese Brixen, was in Urkunden bisweilen mit der Bezeichnung „stat Jnnsprugg Brichsner bistumbs“ zum Ausdruck gebracht wurde. Diese über ein Jahrtausend währende Zugehörigkeit endete erst mit der Teilung Tirols in Folge des Ersten Weltkriegs.
2016 wurde bei Kanalbauarbeiten der aus Stein gefügte Brückenkopf einer mittelalterlichen Brücke als ältestes archäologisches Relikt entdeckt.

### Hochmittelalter
Im Jahr 1133 errichteten die Grafen von Andechs am linken Innufer einen Markt (heute St. Nikolaus), der durch Graf Berchtold V. von Andechs in den 1170er Jahren über die alte Innbrücke mit dem anderen Innufer verbunden wurde.
1180 erwarben die Andechser vom Stift Wilten durch einen Tauschvertrag auch ein Grundstück am südlichen Innufer. Aus diesem befestigten Markt- und Handelsplatz entstand das in diesem Jahr erstmals urkundlich erwähnte „Insprugk“, das 1187 mit dem Marktrecht ausgestattet wurde.
Der lateinische Name Innsbrucks Oeni Pons oder Oenipontum (von oenus Inn und pons Brücke) ist darauf zurückzuführen.
Zwischen 1187 und 1205 erhielt der Markt schließlich das Stadtrecht, das Einfluss und Reichtum durch Zolleinnahmen brachte, da der gesamte ostalpine Handelsverkehr über den Brenner nach Italien von nun an seinen Weg durch Innsbruck und über die Innbrücke nahm. 1239 wurde das bestehende Stadtrecht bestätigt und erweitert.
Nach dem Tode des letzten Grafen von Andechs, Otto VIII. im Jahre 1248, kam das Gebiet im gleichen Jahr in den Besitz der Grafen von Tirol, die 1286 von Rudolf von Habsburg mit der Herzogswürde ausgestattet wurden.

### Spätmittelalter

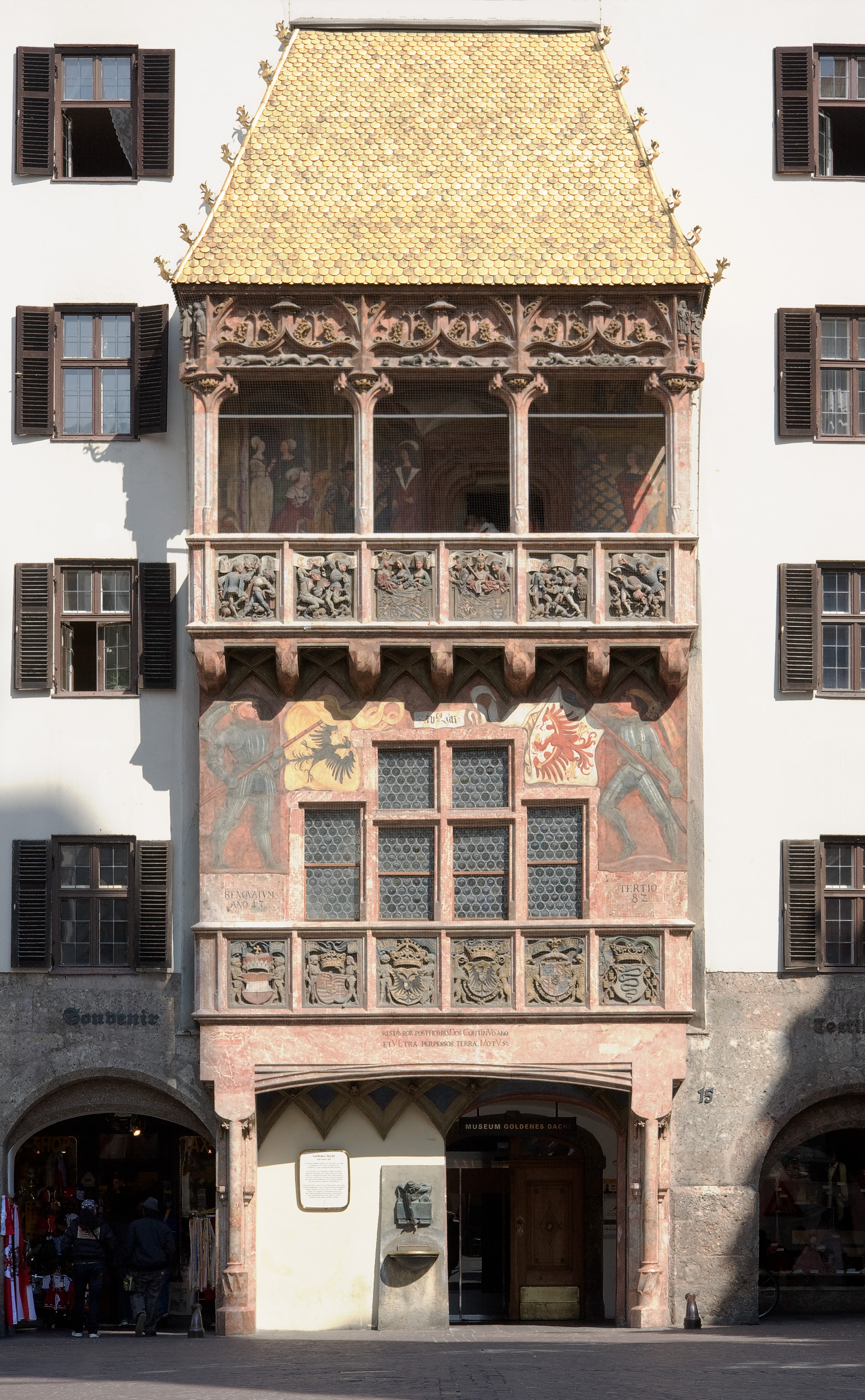
Goldenes Dachl

Das Stadtsiegel und -wappen zeigen die Innbrücke in Vogelperspektive und wurden ab 1267 verwendet.
Durch einen weiteren Tauschvertrag mit dem Stift Wilten konnte die Stadt 1281 um die Neustadt erweitert werden (heutige Maria-Theresien-Straße ungefähr bis zur Meraner Straße).
Die Brennerstrecke (Via Raetia) war bereits um 1300 befestigt und weitgehend mit Wagen befahrbar, während die anderen Alpenübergänge wie die Via Claudia Augusta noch längere Zeit nur mit Saumtieren begehbar blieben.
Ebenfalls um 1300 wurde das Stadtspital in der Neustadt errichtet und erhielt am angrenzenden Areal um den heutigen Adolf-Pichler-Platz das Begräbnisrecht am sogenannten Innsbrucker Spitalsfriedhof.
1363 übergab Margarethe Maultasch, die letzte Gräfin von Tirol, das Land an die Habsburger – Innsbruck wurde österreichisch.
Herzog Friedrich IV. (Friedrich mit der leeren Tasche) machte Innsbruck 1420 zur Residenzstadt und ließ die Lauben und den Hofgarten anlegen. Der Stadtturm (1442–1450 an das 1358 erbaute Alte Rathaus angebaut), die Hofburg (1456), das Goldene Dachl (1497/98–1500) und die Ottoburg (1495) wurden gebaut.
1485 fanden auf Betreiben des Inquisitors und späteren Verfassers des Hexenhammers, Heinrich Institoris, Hexenprozesse statt, die wegen schwerer Verfahrensmängel im selben Jahr eingestellt wurden.

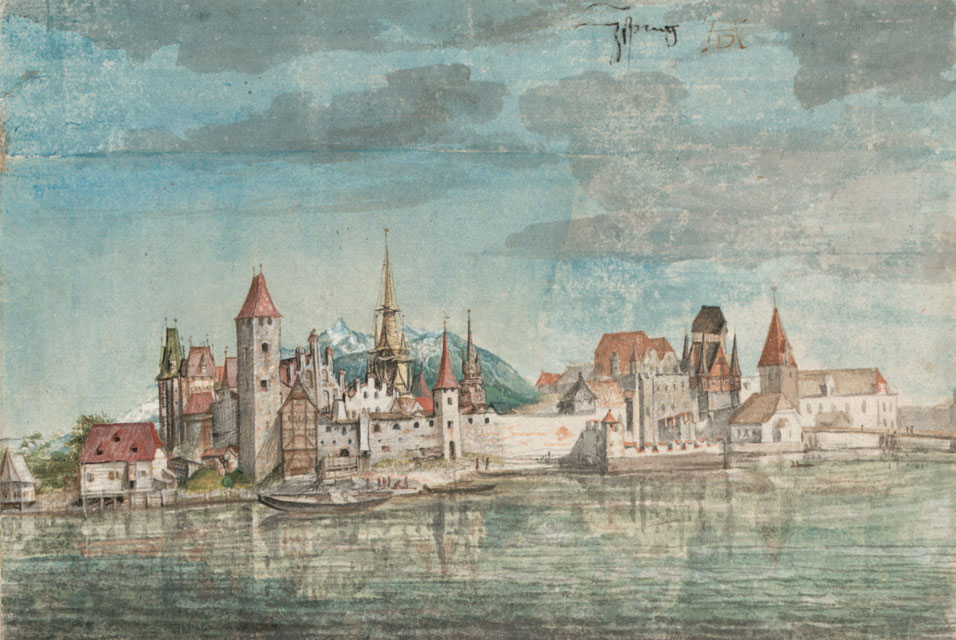
Auf Albrecht Dürers Aquarell Innsbruck im Norden aus dem Jahr 1496, ausgestellt in der Albertina (Wien), das er während seiner Reise nach Italien malte, ist noch die gotische Stadtpfarrkirche zu sehen, die allerdings zerstört wurde. Sie stand in etwa dort, wo heute der Dom zu St. Jakob steht.

### Frühe Neuzeit

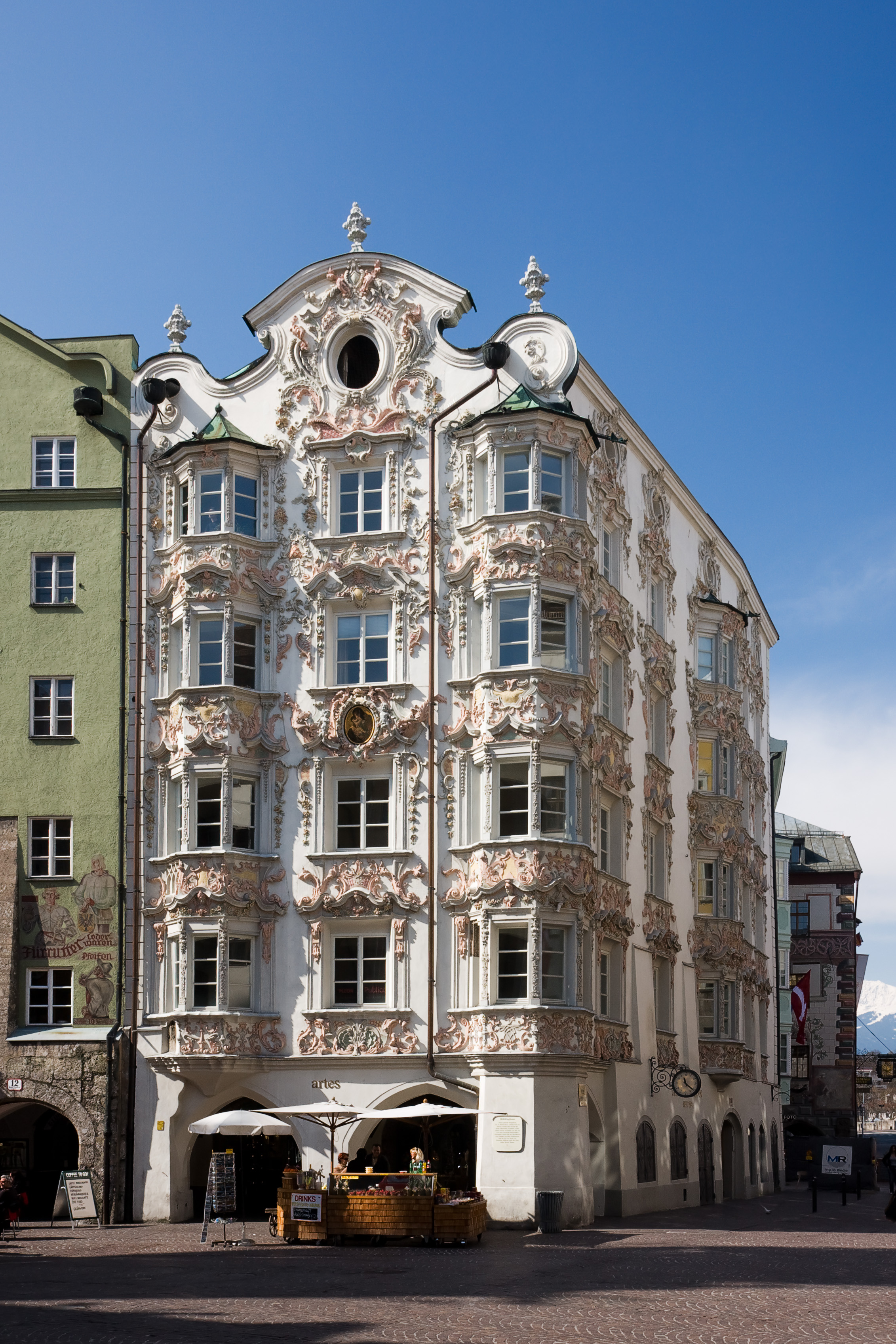
Helblinghaus

Während der Regierungszeit Maximilians I., der mit seinem Hof oft in der Stadt weilte, stieg Innsbruck zu einem politischen und künstlerischen Zentrum des Reiches auf. Davon zeugen neben dem um etwa 1500 erbauten Zeughaus, das zur damaligen Zeit eines der bedeutendsten Waffenlager Europas darstellte, auch das Goldene Dachl sowie die heute noch erhaltenen, gotischen Grundmauern der Hofburg.
Von Maximilians Enkel Ferdinand I. wurde zwischen 1553 und 1563 die Hofkirche mit dem leeren Grabmal Maximilians (Kenotaph) errichtet, in welcher die zwischen 1509 und 1550 gegossenen „Schwarzen Mander“ aufgestellt wurden.
Weiters wurden im Zuge der Gegenreformation auf Betreiben Ferdinands von den Jesuiten unter Petrus Canisius 1562 ein Jesuitenkolleg und eine Lateinschule gegründet, das heutige Akademische Gymnasium, welches damit das älteste Gymnasium Westösterreichs ist.
Durch die Innauen wurde 1585 eine Straße von Mühlau nach Hall angelegt, die von noch heute erhaltenen Wegsäulen gesäumt ist.
Als erstes festes Opern- und Theaterhaus im deutschen Sprachraum wurde 1629–1630 von Leopold V. die Dogana errichtet, an deren Stelle heute das Kongresshaus Innsbruck steht.
Mit Erzherzog Sigmund Franz starb 1665 die Tiroler Linie der Habsburger aus. Das bedeutete zwar das Ende Innsbrucks als Residenzstadt, dadurch blieb aber das gotische Stadtbild der Altstadt erhalten. 1703 kam es auch vor Innsbruck zu einer Schlacht im Zuge des Bayrischen Rummels. Von den Gubernatoren der Habsburger regierte Karl Philipp von der Pfalz 1706–1717 in Innsbruck.
Kaiser Leopold I. gründete am 15. Oktober 1669 die Universität Innsbruck mit vier Fakultäten. Nachdem sie zweimal aufgelöst und wieder eröffnet worden war, wurden die Philosophische und die Juridische Fakultät 1826 durch Kaiser Franz I. endgültig wieder errichtet.
Am 5. November 1805 marschierte Marschall Michel Ney in Innsbruck ein. 1806 wurde Innsbruck dann für acht Jahre zur Hauptstadt des Bayerischen Innkreises. Während des Tiroler Volksaufstands fanden am 11. und 12. April 1809 schwere Kämpfe rund um Innsbruck statt, wo sich die Bayern verbissen wehrten gegen die aufständischen Tiroler. Unmittelbar nach der ersten Schlacht auf dem Bergisel kam es zu Ausschreitungen gegen die jüdische Bevölkerung Innsbrucks.

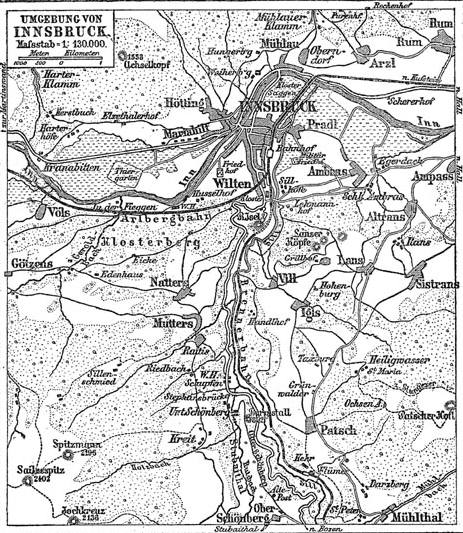
Historische Karte (um 1888)

Ansicht von Innsbruck 1886

Obgleich sich schon seit 1420 die Residenz des Landesfürsten in Innsbruck befand, trat die Stadt am Inn erst 1849 offiziell die Nachfolge von Meran als Landeshauptstadt Tirols an.
Ab 1858 führte die Eisenbahn über Kufstein und Rosenheim nach München, 1867 über den Brenner nach Bozen (Brennerbahn) und 1884 über den Arlberg (Arlbergbahn). In der Folge entwickelte sich rasch der Fremdenverkehr.

### 20. Jahrhundert

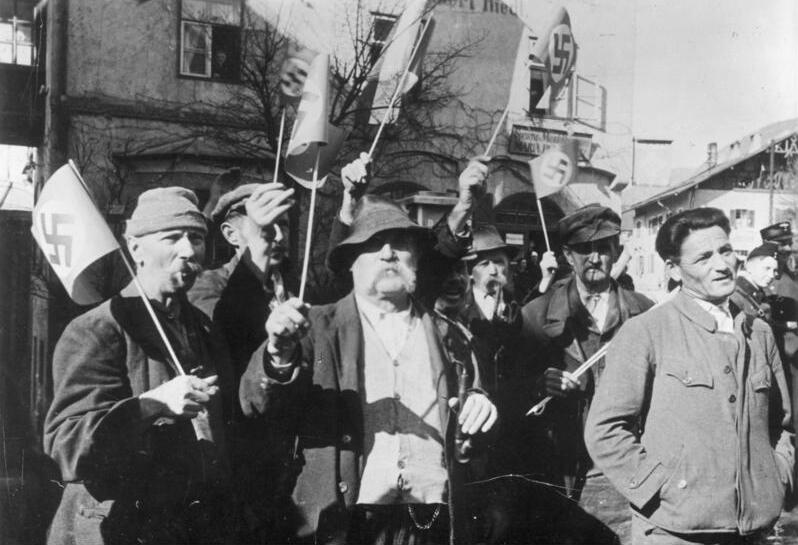
Männer mit Hakenkreuzfahnen in Innsbruck zur Begrüßung der einmarschierenden deutschen Truppen am 13. März 1938

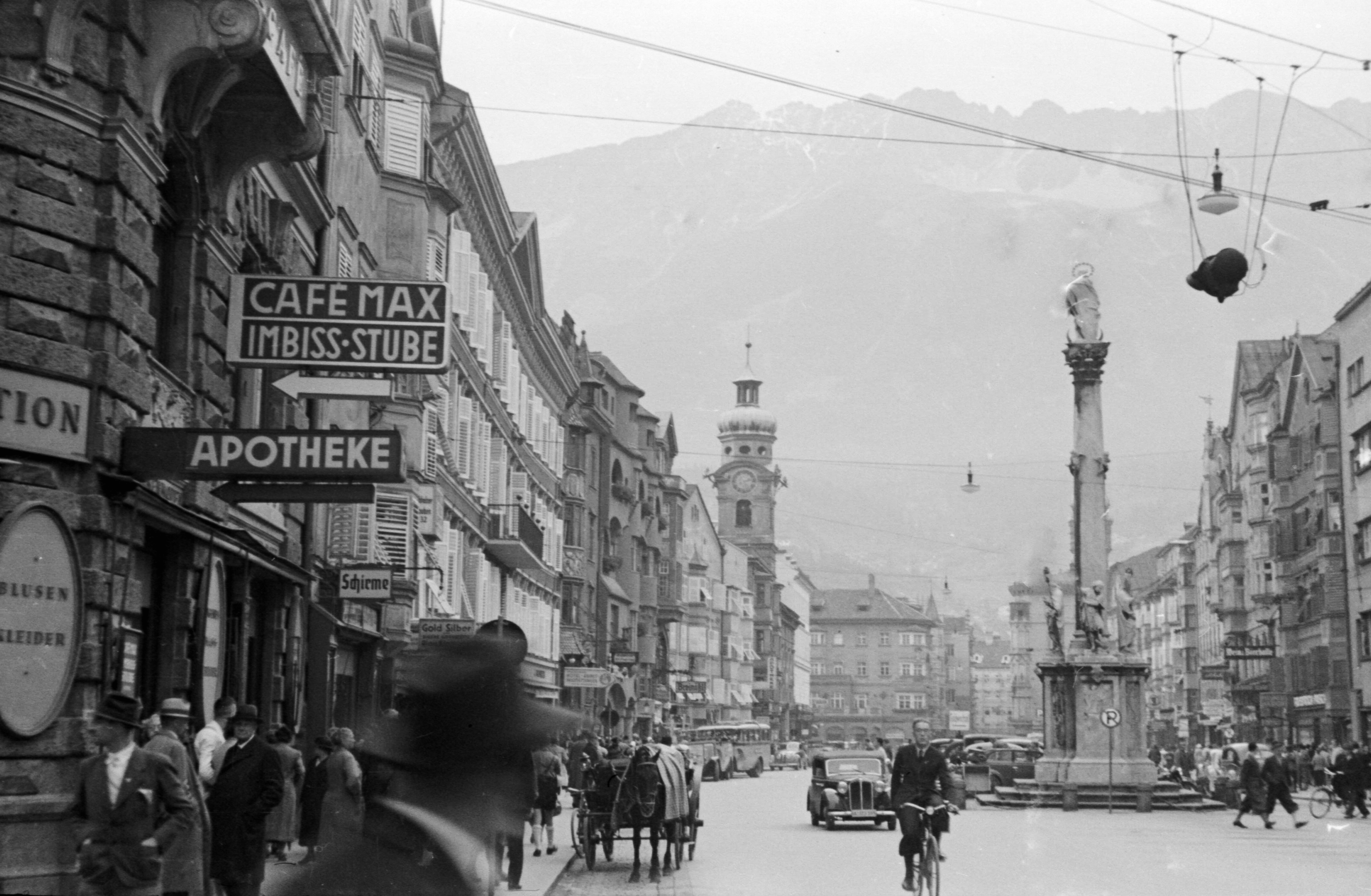
Blick auf die Maria-Theresien-Straße in den 1950er Jahren.

1904 wurde Innsbruck mit Fulpmes durch die Stubaitalbahn verbunden, 1912 mit Garmisch-Partenkirchen durch die Mittenwaldbahn. Beide Bahnen wurden von Josef Riehl geplant. Durch die Bahnstrecke München – Garmisch-Partenkirchen (sie setzt sich zusammen aus der Mittenwaldbahn und der Bahnstrecke München–Garmisch-Partenkirchen) erhielt Innsbruck die zweite Bahnverbindung nach München.
Kurz nach dem Inkrafttreten des österreichisch-ungarischen Waffenstillstandes mit Italien am 4. November 1918 besetzten am 7. November bayerische Truppen die Stadt, um einer italienischen Besetzung zuvorzukommen. Nach Unterzeichnung des deutschen Waffenstillstandes (11. November) zogen sie wieder ab. Sechs Tage später, am 17. November, traf eine italienische Vorhut in der Stadt ein, gefolgt vom eigentlichen Hauptkontingent am 23. November. Die italienische Besetzung, die zeitweise bis zu 22.000 Mann stark war, dauerte bis zum 1. Dezember 1920. Die Stadt erlitt durch die Truppen keinerlei Schäden.
Die Zwischenkriegszeit war auch in Innsbruck geprägt von Auseinandersetzungen zwischen politischen Lagern. Bei der Höttinger Saalschlacht am 27. Mai 1932 wurde ein SA-Mann erstochen.
Seit 1938/39 war Innsbruck Hauptstadt im Reichsgau Tirol-Vorarlberg, der nach dem Anschluss Österreichs an das Deutsche Reich gebildet worden war. Im Novemberpogrom 1938 wurden Wohnungen und Geschäfte von Juden zerstört sowie die Einrichtung der Synagoge verwüstet. Vier Juden wurden ermordet bzw. erlagen später ihren Verletzungen; viele andere wurden schwer verletzt. Anschließend wurden fast alle Tiroler Juden nach Wien ausgewiesen.
Im Zuge der Südtiroler Option 1939/43 zogen zahlreiche Südtiroler in eigens errichtete Innsbrucker Wohnsiedlungen, insbesondere im Stadtteil Pradl.
Während des Zweiten Weltkrieges wurde Innsbruck 22 Mal von den Westalliierten bombardiert, am 16. Dezember 1944 wurde dabei auch der Innsbrucker Dom schwer beschädigt. Durch die Bombardierungen im Dezember 1944 und im April 1945 wurde auch der größte Teil der Medizinischen und Chirurgischen Universitätsklinik in der Anichstraße schwer beschädigt. Durch die 22 Angriffe starben 495 Menschen.
Am 3. Mai 1945 wurde Innsbruck kampflos an US-Truppen übergeben. Nur in wenigen Städten Österreichs endete der Krieg auf diese Weise. Gauleiter Franz Hofer hatte zuvor in einer Rundfunkansprache jeglichen Widerstand verboten.
Nach dem Ende des Zweiten Weltkriegs 1945 gehörte Innsbruck zur französischen Besatzungszone im besetzten Nachkriegsösterreich. Von der Militärverwaltung wurde auf dem Gebiet eines ehemaligen Militärlagers ein DP-Lager für Displaced Persons eingerichtet.

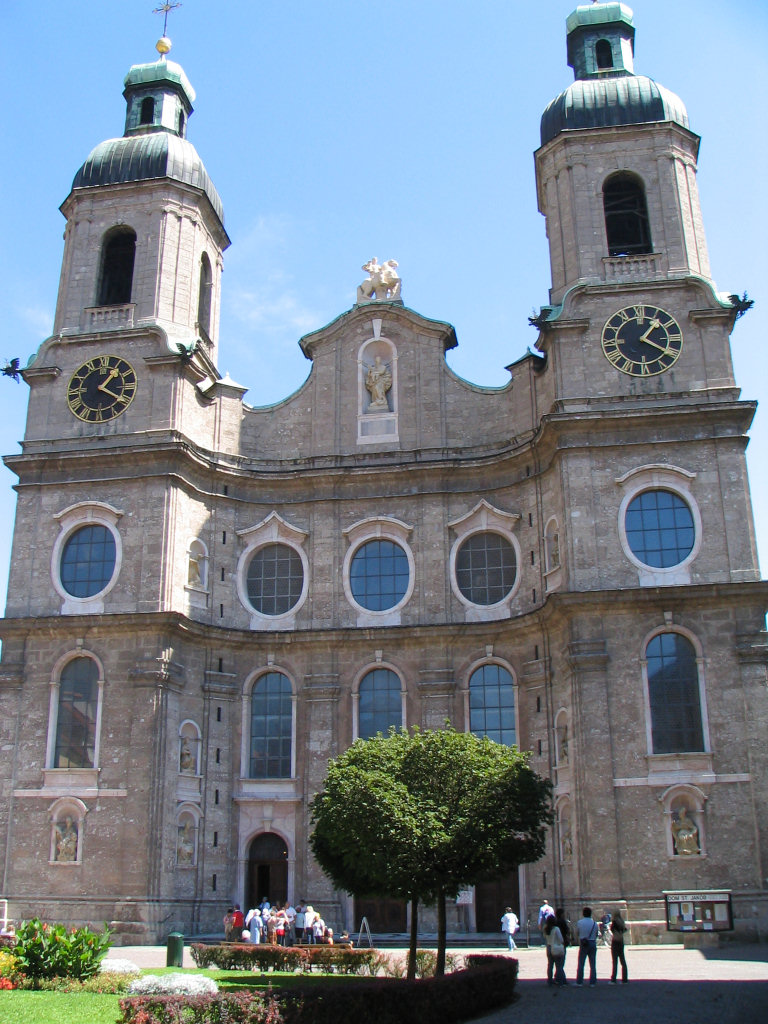
Dom zu St. Jakob

Am 15. Jänner 1948 wurde der Flughafen Innsbruck nach der Verlegung von der Reichenau auf die Ulfiswiese in der Höttinger Au neu eröffnet. Nach dem ersten Linienverkehr noch im Zweiten Weltkrieg nach München wurden 1950 die ersten Linienflüge von KLM angeboten.
Am 1. Juli 1983 wurde in Innsbruck der erste österreichische Notarzthubschrauber Christophorus 1 in Dienst gestellt. Der Flughafen spielt besonders im Winter eine große Rolle im Incoming-Tourismus mittels Charterflug. Im Sommer gibt es viele Charterflüge, insbesondere nach Spanien und Griechenland.
Innsbruck war zweimal Austragungsort der Olympischen Winterspiele (1964 und 1976) sowie der Winter-Paralympics (1984 und 1988). Innsbruck war damit die einzige Stadt, in der innerhalb von zwölf Jahren zweimal Olympische Spiele ausgetragen wurden. Mitte der 1990er Jahre gab es Initiativen, die Olympischen Winterspiele ein drittes Mal nach Innsbruck zu bringen; 2006 wurden die Initiativen nach einer Volksbefragung aber fallen gelassen. Alle Tiroler Bezirke hatten sich dafür ausgesprochen, die Bewohner von Innsbruck allerdings dagegen.
1974 wurde die elektrische Überlandstraßenbahn nach Hall eingestellt. Innsbrucks Altbürgermeister Alois Lugger bezeichnete dies später als den größten Fehler in seiner Amtszeit.
Nach dem Anschluss Südtirols an Italien war Innsbruck in den 1960er und 1970er Jahren Aktionsbasis vieler Südtirol-Aktivisten, die versuchten, Südtirol von Italien zu trennen und mit Nord- und Osttirol in Österreich wieder zu vereinen.
Am 27. Juni 1988 zelebrierte Papst Johannes Paul II. in Innsbruck eine Freiluftmesse im Bergiselstadion.
1999 kam es beim größten Snowboard-Spektakel der Welt, dem Air & Style Contest im Bergiselstadion, zu einer Massendrängerei, nach der sechs Jugendliche starben. Das Stadion und die Schanze (siehe unten) wurden 2002 neu gebaut. 1999 ging in Innsbruck-Amras das Innsbrucker Krematorium als Erstes im Land Tirol in Betrieb.

### 21. Jahrhundert
Die Medizinische Fakultät der Leopold-Franzens-Universität, eine der vier ursprünglichen Fakultäten, wurde Anfang 2004 zur zweiten eigenständigen Innsbrucker Universität, der Medizinischen Universität Innsbruck.
2005 fand in Innsbruck zum zweiten Mal die Universiade statt. Außerdem war Innsbruck in diesem Jahr, neben Wien, Austragungsort der Eishockey A-WM.
2008 war Innsbruck ein Austragungsort der Fußball-Europameisterschaft 2008, welche von Österreich und der Schweiz gemeinsam ausgerichtet wurde und alleiniger Gastgeber der Eishockey-WM (Division I). Zudem war die Stadt einer der Austragungsorte der Handball-Europameisterschaft 2010 und der Volleyball-Europameisterschaft 2011.
Ende Jänner 2012 fanden in der Tiroler Landeshauptstadt, der Olympiastadt von 1964 und 1976, die ersten Olympischen Jugend-Winterspiele statt.
2018 wurde in Tirol die Rad-WM ausgetragen, welche in jeder Disziplin Innsbruck als Zielort hatte.

### Architektur und Stadtentwicklung
Im Zuge des Wiederaufbaus ab 1948 und im Vorfeld der Austragung der Olympischen Spiele 1964 und 1976 entstanden neue Stadtteile wie die Reichenau und das Olympische Dorf.
1973 wurde das Kongresshaus, ein Veranstaltungs- und Messezentrum mit internationalen Dimensionen angrenzend an die historische Altstadt, eingeweiht. Auftraggeber war die Kongresshaus-Bau-GesmbH, Planer die Architekten Marschalek, Ladstätter, Gantar, Prachensky und Heiss.
Die Bergiselschanze wurde 2001 nach einem Entwurf der irakischen Architektin Zaha Hadid neu gebaut.
Der französische Architekt Dominique Perrault plante die Innsbrucker Rathaus-Galerien.
2006 wurde die 1928 eröffnete Nordkettenbahn, von den jetzigen Betreibern zwischenzeitlich Nordpark benannt, nach nicht einmal zwei Jahren Bauzeit neu eröffnet.
Die 1906 eröffnete erste Hungerburgbahn, die den Stadtteil Saggen mit der Hungerburg verband, wurde ebenfalls durch einen Neubau ersetzt, der am 1. Dezember 2007 eröffnet wurde. Die Talstation liegt nun am Kongresshaus. Die vier Stationen sowie die Brücke über den Inn wurden nach Entwürfen der Architektin Zaha Hadid errichtet.
Von David Chipperfield geplant, wurde 2010 das Kaufhaus Tyrol in der Maria-Theresien-Straße eröffnet.
Von 2012 bis 2022 realisierte der Projektentwickler Pema Holding am Bahnhofsareal drei Türme (P1 – Headline, P2 – Urbaner Hybrid, P3), die seitdem dieses Areal prägen und zur Innsbrucker Skyline zählen.

### Bevölkerungsentwicklung

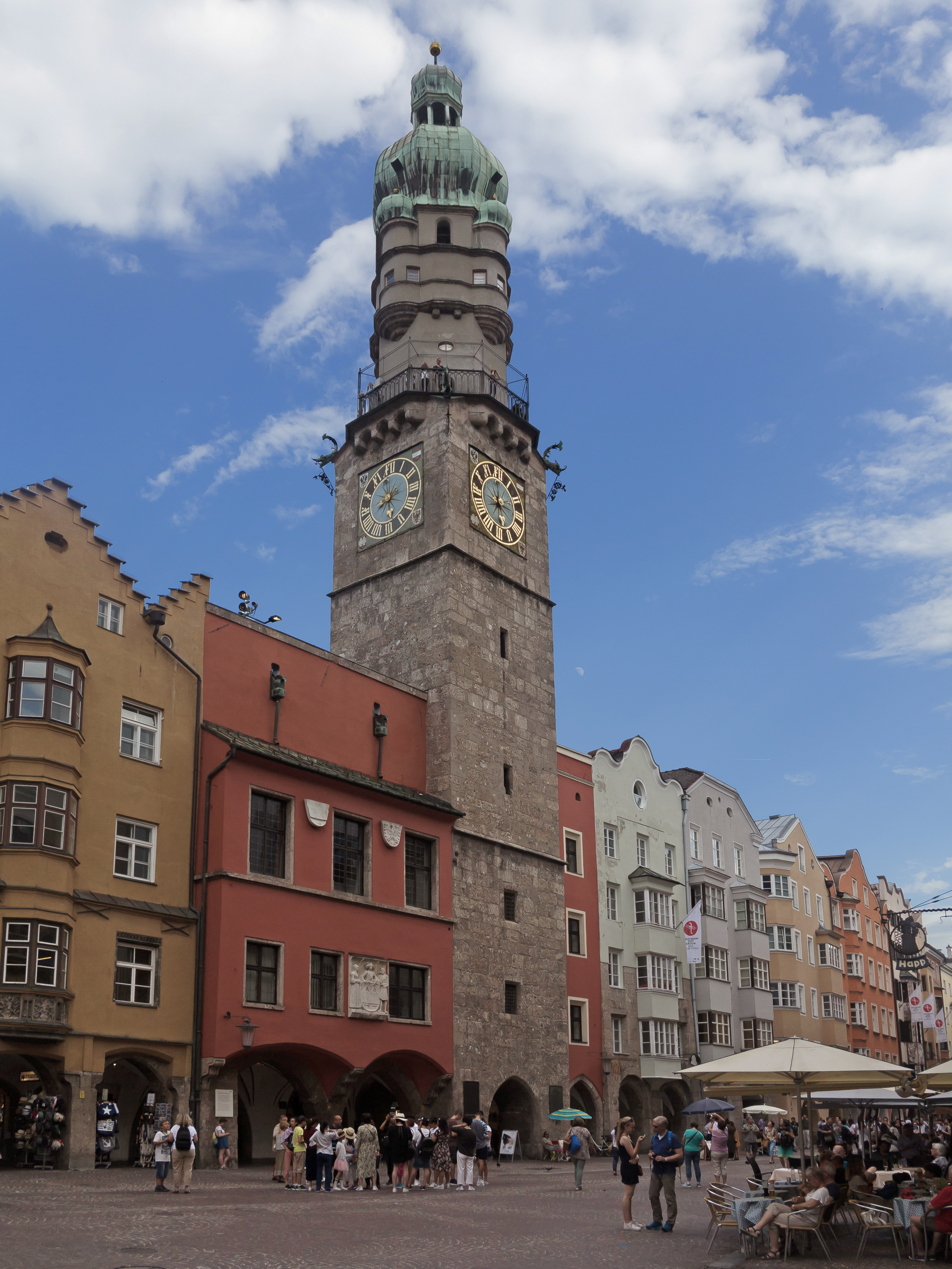
Stadtturm

- Diagrammdaten:
- Definition |
- Rohdaten |
- Hilfe

 Hinweis: Früher wurden Haupt- und Nebenwohnsitze gezählt. Für die Volkszählung 2001 durften nur mehr Hauptwohnsitze erfasst werden. Zum Beispiel mussten Studenten aus Vorarlberg festlegen, wo ihr Hauptwohnsitz ist. Wählten diese ihre Vorarlberger Gemeinde, so wurden diese Studenten nicht mehr als Innsbrucker Einwohner erfasst, obwohl sie hier lebten. Dies erklärt den Knick in der Bevölkerungsentwicklung zwischen 1991 und 2002.

## Politik
Als Statutarstadt steht die Gemeinde im Rang eines politischen Bezirks, der laut Landesordnung als Bezirk Innsbruck-Stadt geführt wird (Art. 2 (2) Tiroler Landesordnung 1989).
In Innsbruck wurde der Bürgermeister lange Zeit nicht direkt von der Bevölkerung, sondern indirekt über den Gemeinderat gewählt. Mit einer Novelle des Stadtrechts im April 2011 wurde dies geändert und kam bei den Innsbrucker Gemeinderatswahlen am 15. April 2012 zum ersten Mal zur Anwendung.

### Gemeinderat
Der Gemeinderat besteht aus 40 Mitgliedern und setzt sich seit der Gemeinderatswahl am 14. April 2024 aus Mandaten der folgenden Parteien zusammen:
- Die GRÜNEN: 8 Sitze (−2)
- JA – Jetzt Innsbruck: 8 Sitze (+8)
- FPÖ: 7 Sitze (−1)
- SPÖ: 6 Sitze (+2)
- Das Neue Innsbruck (ÖVP, Für Innsbruck, Senioren): 4 Sitze (−7)
- KPÖ: 3 Sitze (+3)
- Liste FRITZ: 2 Sitze (+1)
- Alternative Liste Innsbruck: 2 Sitze (+1)
- NEOS: 0 Sitze (−2)
- Gerechtes Innsbruck: 0 Sitze (−1)

Im Oktober 2023 beschloss der Tiroler Landtag eine Gesetzesnovelle für die Einführung einer Vier-Prozent-Hürde für den Einzug in den Innsbrucker Gemeinderat. Dieser Änderung fielen bei der darauffolgenden Wahl die NEOS und Gerechtes Innsbruck zum Opfer.

### Stadtsenat
- ÖVP: 1
- FI: 1
- GRÜNE: 2
- SPÖ: 1
- FPÖ: 2

Nach der Gemeinderatswahl 2012 vereinbarten Für Innsbruck, Grüne und SPÖ eine sogenannte Ampelkoalition – die erste Stadtregierung seit 1945 ohne Beteiligung der Volkspartei. Aus Gründen einer sauberen Trennung seines Berufes als öffentlich Bediensteter schied Christoph Platzgummer (ÖVP) 2014 als nicht amtsführender Stadtrat aus der Stadtregierung aus. Ihm folgte Andreas Wanker, Innsbrucker AAB-Bezirksobmann, nach.
Aufgrund der angespannten Finanzsituation der Landeshauptstadt Innsbruck (Neuverschuldung) und der Asylkrise kam es am 3. Dezember 2015 zur Umbildung der Stadtregierung. Die damalige Bürgermeisterin Christine Oppitz-Plörer (FI) holte die Innsbrucker Volkspartei in die Regierung. Die neue Ressortverteilung an die ÖVP-Stadträte wurde vom Gemeinderat mit nur fünf Gegenstimmen beschlossen.
Nach der Gemeinderatswahl 2018 wurde eine Koalition aus GRÜNEN, FI, ÖVP, SPÖ unter grüner Führung gebildet.
Nachdem ein von den Grünen eingebrachter Abwahlantrag gegen den ersten Vizebürgermeister Markus Lassenberger (FPÖ) im Gemeinderat gescheitert war, weil alle Gemeinderatsfraktionen außer den Grünen und zweier SPÖ-Vertreter den Gemeinderatssaal vor der Abstimmung verließen und damit die Abstimmung verhinderten, erklärte Bürgermeister Georg Willi (Grüne) seine von ihm selbst angeführte Stadtkoalition am 18. März 2021 für beendet und rief das „freie Spiel der Kräfte“ aus.
Der Stadtsenat besteht aus sieben Mitgliedern und setzt sich gegenwärtig aus folgenden Stadträten zusammen:
- Bürgermeister Georg Willi, GRÜNE
- 1. Vizebürgermeister Markus Lassenberger (FPÖ)[35] (vormals Christine Oppitz-Plörer und Uschi Schwarzl; beide wurden vom Gemeinderat abgewählt)
- 2. Vizebürgermeister Johannes Anzengruber, ÖVP, wurde am 14. Dezember 2023 mit den Stimmen von 23 der 40 Mandatare als Vize-Bürgermeister abgewählt[36] (vormals Franz X. Gruber; schied 2020 aus der Politik aus)
- Amtsführende Stadträtin Elisabeth Mayr, SPÖ
- Amtsführende Stadträtin Christine Oppitz-Plörer, FI[37]
- Amtsführende Stadträtin Uschi Schwarzl, GRÜNE
- Stadtrat ohne Amtsführung Rudi Federspiel, FPÖ

### Liste der Innsbrucker Bürgermeister seit 1698
| Jahr                          | Bürgermeister                          |
| ----------------------------- | -------------------------------------- |
| seit 17. Mai 2024             | Johannes Anzengruber                   |
| 24. Mai 2018 – 17. Mai 2024   | Georg Willi                            |
| 8. März 2010 – 24. Mai 2018   | Christine Oppitz-Plörer                |
| 25. Okt. 2002 – 8. März 2010  | Hilde Zach                             |
| 11. Mai 1994 – 25. Okt. 2002  | Herwig van Staa                        |
| 12. Okt. 1983 – 25. Apr. 1994 | Romuald Niescher                       |
| 11. Dez. 1956 – 12. Okt. 1983 | Alois Lugger                           |
| 9. Apr. 1951 – 11. Dez. 1956  | Franz Greiter                          |
| 8. Mai 1945 – 12. März 1951   | Anton Melzer                           |
| 1939–1945                     | Edmund Christoph (Bürgermeister)       |
| 1938–1945                     | Egon Denz (Oberbürgermeister)          |
| 1929–1934 und 1935–1938       | Franz Fischer                          |
| 1923–1929                     | Anton Eder                             |
| 1896–1923                     | Wilhelm Greil                          |
| 1893–1895                     | Friedrich Moerz                        |
| 1880–1893                     | Heinrich Falk                          |
| 1877–1880                     | Josef Dinter                           |
| 1869–1877                     | Johann Tschurtschenthaler              |
| 1867–1869                     | Franz Rapp Freiherr von Heidenburg     |
| 1864–1867                     | Josef Peer von Egerthal                |
| 1861–1864                     | Karl Adam                              |
| 1853–1861                     | Josef Anton Neuner                     |
| 1850–1853                     | Anton Cleman                           |
| 1838–1850                     | Hieronymus von Klebelsberg zu Thumburg |
| 1829–1836                     | Josef Valentin Maurer                  |
| 1815–1829                     | Felix Adam von Riccabona               |
| 1814–1815                     | Karl Johann Tschusi von Schmidhofen    |
| 1809–1814                     | Felizian Rauch                         |
| 1807–1809                     | Kasimir Karl Anton Schumacher          |
| 1795–1807                     | Josef Riß                              |
| 1789–1795                     | Franz Villod                           |
| 1707–1710                     | Anton Tausch                           |
| 1698–1704                     | Johann Tausch                          |

### Stadtteilpolitik
Die Stadtteile Innsbrucks (Katastralgemeinden nach § 2 Abs. 2 Stadtrecht) haben keine eigenständige Verwaltung.
Das Stadtrecht der Landeshauptstadt Innsbruck 1975 erlaubte die Einteilung des Gemeindegebiets in Stadtbezirke, davon wurde aber kein Gebrauch gemacht. Im Zuge der Reform des Stadtrechts 2012 (LGBl. Nr. 10/2012) war lange in Diskussion, welche Stadtteilgliederung eingeführt werden sollte. Dies war bis zum Schluss unklar, und so wurden schlicht die Katastralgemeinden zu amtlichen Stadtteilen erklärt. Die Gruppe der 20 Stadtteile hat nur informellen und statistischen Charakter.
Bedeutung hat die Festsetzung der Stadtteile nur für die Stadtteilausschüsse (§ 30a Stadtrecht), dem „die Vorberatung und Antragstellung in Angelegenheiten des eigenen Wirkungsbereiches der Stadt, die der Beschlussfassung durch den Gemeinderat oder den Stadtsenat unterliegen und die für den betreffenden Stadtteil von wesentlicher Bedeutung sind“, obliegt (§ 30a Abs. 2).
Die Funktionsperiode des Stadtteilausschusses beträgt sechs Jahre (Sie endet jedenfalls mit dem Ablauf der Funktionsperiode des Gemeinderates). Der Stadtteilausschuss tritt nach Bedarf, mindestens aber zweimal jährlich zusammen. Das Amt eines Mitglieds des Stadtteilausschusses ist ein unbesoldetes Ehrenamt (§ 30a Abs. 3).
Für den dörflichen und räumlich eigenständigen Stadtteil Igls wurde ein Stadtteilausschuss gegründet. Ebenso hat der 1940 eingemeindete Stadtteil Arzl Ende 2007 einen eigenständigen Stadtteilausschuss eingerichtet.

### E-Government
Die Verwaltung der Landeshauptstadt Innsbruck bietet verschiedene Online-Formulare an, wodurch der Weg auf das jeweilige Amt hinfällig wird und die Bürger Zeit sparen können. Diese Formulare reichen von Hundeanmeldungen bis hin zu Grundverkehrseingaben. Auch Anregungen, Hinweise sowie Beschwerden an die Stadtverwaltung können via Online-Formular eingebracht werden. Die zugrunde liegende Formularlösung AFORMSOLUTION stammt vom österreichischen IT-Unternehmen aforms.

### Wappen
Blasonierung:
„In Rot zwei pfahlweise oben spitz zulaufenden silberne Rechtecke mit Holzstammschnittmuster, von einem an den Schenkeln überstehenden silbernen Bord umgeben, belegt mit einem durchgehenden, vierzehnmal von Silber und Silber gespaltenen Balken.“
Die Farben der Stadt sind rot-weiß.
Geregelt ist es im § 5 Wappen, Farben, Siegel des Stadtrecht der Landeshauptstadt Innsbruck 1975.
Wappenerklärung
Das Wappen ist ein redendes Wappen, es zeigt die alte Innbrücke von etwa 1150 ohne Brückenköpfe aus der Vogelperspektive. Die Spitzen bedeuten die Wellen- und Eisbrecher der Brückenpfeiler, das Muster deren Bauweise aus eingerammten Holzpfählen, der Bord die Verschalung und die Teilung des Balkens die Holzbeplankung der Brücke. Seit 1267 wird das Wappenbild für Stadtwappen und -siegel verwendet, in der heutigen Form seit 1325, mit den heutigen Farben seit 1547.
Es gibt auch eine stilisierte Version ohne Muster („In Rot zwei pfahlweise oben spitz zulaufenden silberne Rechtecke, belegt mit einem durchgehenden silbernen Balken.“), die im Stadtrecht gegebene verbindliche Blasonierung lautet „eine aus der Vogelschau gesehene, auf zwei Jochen ruhende silberne Brücke in rotem Schild“ (heraldische und stilisierte Form in Anlagen bildlich dargestellt).
Die älteste – stilistisch um 1240 datierbare – Darstellung findet sich als Siegel an einer Urkunde von 1267 und zeigt die Brücke pfahlweise (senkrecht) mit drei beiderseits zugespitzten Pfeilern. Die erste Verwendung als echtes Wappen ist auf einem Holzschnitt des Haller Heiltumbuches von ca. 1508/09 bekannt. Die Farbgebung ist in einer heraldischen Handschrift des Tiroler Landesmuseums Ferdinandeum (Seite datiert um 1504–1528) belegt und wird als „originelle Variante des österreichischen Bindenschildes“ gedeutet. Der  Innsbrucker Stadtengel als Schildhalter erscheint erstmals im neuen Großen Stadtsiegel um 1500.

### Städtepartnerschaften
Innsbruck listet folgende sieben Partnerstädte auf:
- Freiburg im Breisgau, Deutschland, seit 1963 
 Mit Freiburg verbindet Innsbruck ein Teil seiner Geschichte, so war es von 1386 bis 1805 Teil des von Innsbruck aus regierten habsburgischen Vorderösterreich. Zudem hatte Freiburg mit der Schlossbergseilbahn, wie Innsbruck, eine Seilbahn in der Stadt.
- Grenoble, Frankreich, seit 1963 
 Mit Grenoble verbindet Innsbruck die ähnliche Lage einer Stadt im Gebirge. Grenoble hat außerdem wie Innsbruck eine Seilbahn in der Stadt.
- Sarajevo, Bosnien und Herzegowina, seit 1980
- Aalborg, Dänemark, seit 1982 
 Der Austausch mit Aalborg konzentriert sich besonders auf den Sport- und Jugendbereich. Innsbruck beteiligt sich zum Beispiel an den Youth Games, welche alle vier Jahre in Aalborg stattfinden.[43]
- Tiflis, Hauptstadt von Georgien, seit 1982
- New Orleans, Louisiana, USA, seit 1995 
 Mit New Orleans verbindet Innsbruck ein langjähriger Studentenaustausch der Universität Innsbruck, so findet alljährlich die Innsbruck International Summer School statt. Auch eine Brücke beim Baggersee wurde nach New Orleans benannt.
- Krakau, Polen, seit 1998

Nach Grenoble, Freiburg, New Orleans und Tiflis wurden Brücken im Stadtgebiet benannt.

## Wirtschaft, Bildung und Infrastruktur
Innsbruck ist Verwaltungs- und Wirtschaftszentrum sowie kultureller Mittelpunkt Westösterreichs, ganzjähriges Fremdenverkehrszentrum (über 1 Mio. Übernachtungen) und Kongress- und Universitätsstadt. Die Transportinfrastruktur umfasst Straßen-, Bahn- und Flugverbindungen, die vor allem im Rahmen der Olympischen Winterspiele 1964 und 1976 erweitert wurden.
Eine überregional bedeutende Messeveranstaltung ist neben der alle zwei Jahre stattfindenden Weltleitmesse für Seilbahntechnik Interalpin die jährlich im September veranstaltete fafga – Fachmesse für Gastronomie, Hotel und Design.

### Wirtschaft

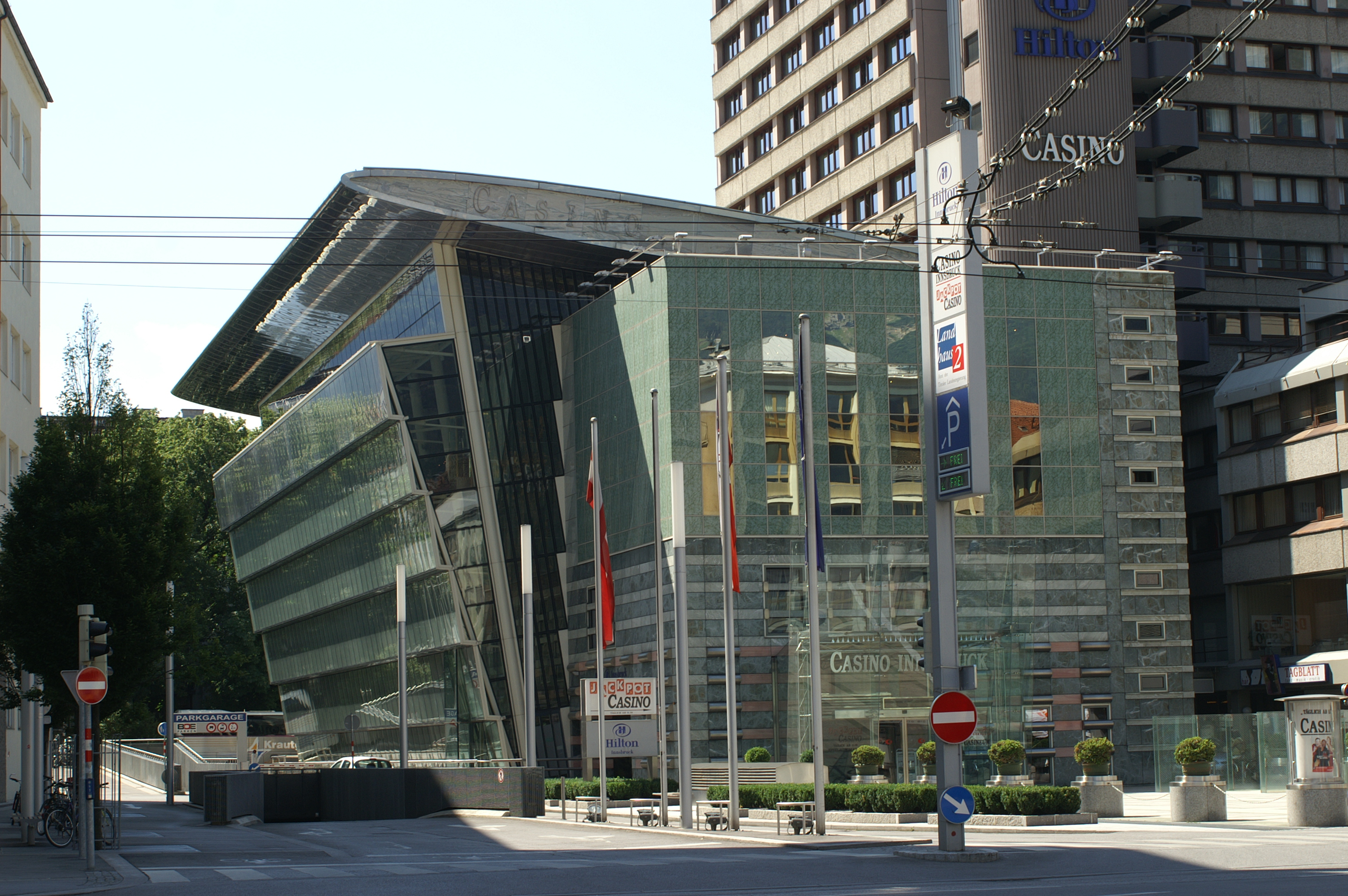
Casino Innsbruck

Ein traditioneller Industriezweig in der Stadt und der Region ist die Lodenherstellung. Dieser wetterfeste Stoff wurde vor allem in der Verarbeitung für Kleidung und Mäntel verwendet. Bedeutender Vertreter dieser Industrie Ende des 19. Jahrhunderts war Franz Baur’s Söhne, k.u.k. Hof- und Armee-Lieferant, dessen Sitz in Innsbruck war.
2001 gab es in Innsbruck 7.964 Arbeitsstätten, davon 41 Unternehmen mit mehr als je 200 Beschäftigten. Insgesamt waren per Stichtag 15. Mai 2001 78.186 Beschäftigte gemeldet.
Rund 34.500 Menschen pendeln täglich in die Stadt ein, davon 75 % aus dem Bezirk Innsbruck-Land. Die Arbeitslosenquote betrug im Jahresdurchschnitt 2004 nur 5,0 %.
In der Stadt leistet der Sektor der Vermögensverwaltung (32 %) vor dem öffentlichen Dienst (14 %) und dem Sektor Verkehr und Nachrichtenübermittlung (13 %) den stärksten Beitrag zur lokalen Bruttowertschöpfung.
Landwirtschaft wird vor allem in den Stadtteilen Arzl, Amras, Hötting, Vill und Igls betrieben. Im Bereich der Nordkette, die zugleich eine Funktion als Naherholungsgebiet hat, findet sich auch Almwirtschaft.
Als Beispiele aus dem tertiären Sektor können laut Stand 2021 rund 160 Frisierstuben und laut Stand 2020 327 Beherbergungsbetriebe genannt werden.

### Immobilienpreise
Über die Innsbrucker Immobilienpreise wird in Zusammenarbeit mit der Hypo Tirol Bank jährlich ein Nachschlagewerk mit dem Namen „Wohnen & Wirtschaften in Innsbruck“ veröffentlicht. In dieser Erhebung werden alle Kauftransaktionen eines Jahres aus dem Grundbuch ausgelesen, um ein Hilfsmittel für das Vergleichswertverfahren zu schaffen.
Die 11. Ausgabe aus dem Jahr 2016 gibt einen durchschnittlichen Verkaufspreis von € 4.468,-/m² für Neubauwohnungen und einen durchschnittlichen Wert von € 3.206,-/m² für Gebrauchtwohnungen an.

### Medien
| Zeitungen und Zeitschriften   | - Tiroler Tageszeitung - 6020 Stadtmagazin - Tiroler Kronenzeitung - BezirksBlätter Innsbruck (RegionalMedien Tirol) - Innsbruck informiert (L) | - Tiroler Tageszeitung - 6020 Stadtmagazin - Tiroler Kronenzeitung - BezirksBlätter Innsbruck (RegionalMedien Tirol) - Innsbruck informiert (L) |
| Fernsehen(HD) (über Antenne)  | - Kanal 24 (498 MHz): ORF 1, ORF 2 Tirol, ORF 2 Vorarlberg, ORF III, ORF SPORT + - Kanal 27 (522 MHz): ATV, ATV2, Puls 4, ServusTV, 3sat - Kanal 36 (594 MHz): GoTv, Tirol TV, oe24 TV - Nicht via HbbTV: Tirols erstes Internet-TV – zzapp.tv Tirol (2001 - 2018) | - Kanal 24 (498 MHz): ORF 1, ORF 2 Tirol, ORF 2 Vorarlberg, ORF III, ORF SPORT + - Kanal 27 (522 MHz): ATV, ATV2, Puls 4, ServusTV, 3sat - Kanal 36 (594 MHz): GoTv, Tirol TV, oe24 TV - Nicht via HbbTV: Tirols erstes Internet-TV – zzapp.tv Tirol (2001 - 2018)                                                          |
| UKW/DAB-Radiosender (Antenne) | - Ö1 87,6 MHz, 90,2 MHz, 91,4 MHz, 92,5 MHz, DAB+ - Ö3 88,5 MHz, 89,8 MHz, 98,2 MHz, 99,5 MHz, DAB+ - Radio Dolomiti 88,9 MHz, DAB+ - Radio Maria 91,1 MHz (Österreich), 98,5 MHz (Italien), 104,8 MHz (Südtirol), DAB+ - Radio Austria 91,7 MHz, 97,6 MHz, 105,1 MHz, DAB+ - radio 88.6 107,1 MHz, DAB+ - Radio Tirol (ÖR) 94,0 MHz, 94,6 MHz, 96,4 MHz, DAB+ - Radio U1 Tirol 90,70 MHz, 97,0 MHz, 100,5 MHz, DAB+ - Klassik Radio DAB+ - KroneHit 106,5 MHz | - Energy 99,9 MHz, DAB+ - Antenne Tirol 92,10 MHz, 101,00 MHz - FM4 101,4 MHz, 102,5 MHz, DAB+ - Life Radio Tirol 101,8 MHz, 103,4 MHz, 107,4 MHz, DAB+ - ERF Südtirol 102,2 MHz, DAB+ - Die Antenne Südtirol 100,8 MHz, DAB+ - Südtirol 1 105,4 MHz, DAB+ - BR24 105,7 MHz, DAB+ - Freirad 105,9 MHz - Magic Hit 104,3 MHz |

Im ORF-Landesstudio Tirol werden regionale Radio- und Fernsehprogramme produziert (Tirol heute, Radio Tirol usw.).
Seit 1958 sendet der Sender Patscherkofel (Innsbruck-1) Radio- und Fernsehsignale. Diese sind in Innsbruck und Umgebung sowie in weiten Teilen des Inntals und teilweise sogar in Südbayern und Südtirol empfangbar.
Fachspezifische und österreichweit erhältliche Printmedien mit vergleichsweise geringer Auflage sind die Service- und Branchenmagazine Das Österreichische Industriemagazin, Factory, Solid und 4c – Magazin für Druck & Design, die in dem in Innsbruck ansässigen Industriemagazin Verlag erscheinen.

### Öffentliche Einrichtungen

#### Justiz
Innsbruck ist Sitz eines Bezirksgerichtes, des Landesgerichtes (für Tirol) und des Oberlandesgerichtes (zuständig für Tirol und Vorarlberg) und beherbergt auch eine Justizanstalt.

#### Polizei

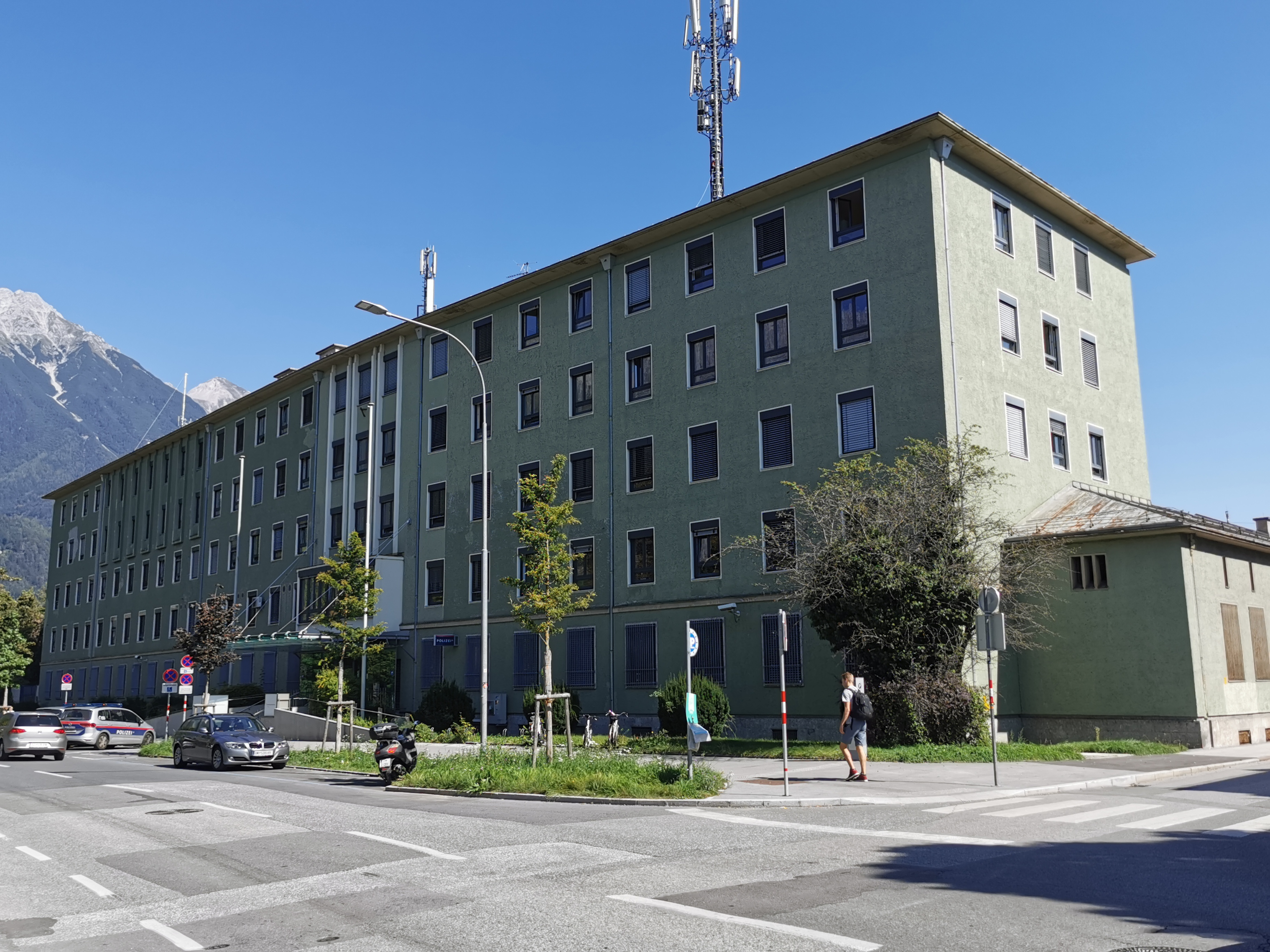
Landespolizeidirektion Tirol

Als Sicherheitsbehörde fungiert die Landespolizeidirektion Tirol. Ihr beigegeben als Dienststelle des Wachkörpers ist das Stadtpolizeikommando Innsbruck, dem wiederum acht Polizeiinspektionen im Stadtgebiet unterstehen.
Kommunale Sicherheit 
Seit 2005 gibt es eine städtische Einheit zur Überwachung der örtlichen Sicherheitspolizei namens Mobile Überwachungsgruppe. Die 41 Bediensteten sind dem Magistrat unterstellt und blau uniformiert. Die Dienstfahrzeuge sind silber lackiert und mit blauen Rundumkennleuchten ausgestattet. Die Aufschrift lautet: „Innsbruck Sicherheit“.

#### Gesundheit
Die Krankenversorgung wird vom Landeskrankenhaus Innsbruck sowie den Krankenhäusern Hall in Tirol, Hochzirl und Natters sichergestellt. Aufgrund der Nähe zu vielen Skigebieten gilt das Landeskrankenhaus als Versorgungszentrum verletzter Wintersportler.

#### Sonstiges
Weitere Einrichtungen der Landes- und Stadtverwaltung, Universitätsklinik, Gebietskörperschaften des Bundes, Interessensvertretungen, Schulen und zwei Universitäten haben hier ihren Sitz (siehe unten). Weiters befindet sich im Gebäude des Goldenen Dachls das Ständige Sekretariat der Alpenkonvention.

### Kasernen des Bundesheeres
- Eugen-Kaserne (Kommandogebäude Fenner/Dankl): Militärkommando Tirol, Stabskompanie des Militärkommando Tirol
- Conradkaserne (Amtsgebäude FM Conrad): Militärspital 2, Ergänzungsabteilung-Stellungskommission
- Standschützen-Kaserne: 6. Jägerbrigade, Stabsbataillon 6

### Bildung

#### Hochschulen und Universitäten
- Leopold-Franzens-Universität Innsbruck
- MCI Management Center Innsbruck
- Medizinische Universität Innsbruck
- Pädagogische Hochschule Tirol (Pädagogische Akademie)
- fh gesundheit (früher AZW Innsbruck)
- Tiroler Landeskonservatorium
- Mozarteum (Mozarteum Salzburg, Abteilung Musikpädagogik in Innsbruck)
- Kirchliche Pädagogische Hochschule – Edith Stein
- Veterinärmedizinische Universität Wien (Außenstelle Tirol)

#### Schulen

##### Volksschulen
- Volksschule Amras
- Volksschule Arzl
- Volksschule Neuarzl
- Volksschule Dreiheiligen
- Volksschule Mariahilf
- Volksschule Hötting
- Volksschule Hötting West
- Volksschule Allerheiligen
- Volksschule Angergasse
- Volksschule Igls-Vill
- Volksschule Innere Stadt
- Volksschule St. Nikolaus
- Volksschule Mühlau
- Volksschule Pradl-Leitgeb I
- Volksschule Pradl-Leitgeb II
- Volksschule Pradl-Ost
- Volksschule Reichenau
- Volksschule Saggen-Siebererstraße
- Innsbruck Elementary School
- Volksschule Sieglanger
- Volksschule Fischerstraße
- Volksschule Altwilten

##### Mittelschulen
- MS Leopoldstraße
- MS Gabelsbergerstraße
- MS Hötting
- MS Hötting West
- MS Ilse-Brüll-Gasse
- Musikmittelschule IBK
- MS Olympisches Dorf
- MS Pembaurstraße
- MS Reichenau
- MS Wilten

##### Polytechnische Schule
Die Polytechnische Schule (PTS) von Innsbruck befindet sich im Stadtteil Pradl.

##### Musikschule
Die Musikschule der Stadt Innsbruck ist die öffentliche Musikschule Innsbrucks, mit Sitz im Stadtzentrum und einer Vielzahl von Außenstellen.

##### Sonderschulen
- Schule am Inn
- Daniel-Sailer-Schule

##### Allgemeinbildende höhere Schulen
- Akademisches Gymnasium Innsbruck (AGI)
- Bundesrealgymnasium Adolf-Pichler-Platz (APP)
- Bundesrealgymnasium in der Au (Fünftes)
- Bundesgymnasium und Bundesrealgymnasium Reithmannstraße
- Bundesgymnasium und Bundesrealgymnasium Sillgasse
- Bundesoberstufenrealgymnasium Fallmerayerstraße (BORG)
- Wirtschaftskundliches Realgymnasium der Ursulinen
- Katholisches Oberstufenrealgymnasium Kettenbrücke (KORG)
- Wirtschaftskundliches Bundesrealgymnasium für Berufstätige Innsbruck (Abendgymnasium)

##### Berufsbildende höhere Schulen
- Handelsakademie und Handelsschule Innsbruck
- Höhere Bundeslehranstalt für wirtschaftliche Berufe – Ferrarischule
- HBLA West
- HTL Anichstraße
- Tourismusfachschule Villa Blanka
- HTL Bau und Design Innsbruck, Trenkwalderstraße
- Bundes-Bildungsanstalt für Kindergartenpädagogik
- Katholische Bildungsanstalt für Kindergartenpädagogik

#### Studentenwohnheime
- Internationales Studentenhaus Innsbruck
- Studentenheim Campus Dreiheiligen
- Europaheim
- Tirolerheim
- Rössl in der Au
- Südtirolerheim
- Kolpinghaus
- Roter Adler
- Savoy
- Studentenhaus Sillgraben
- Studentenheim Canisianum

### Friedhöfe
Im Stadtgebiet existieren insgesamt 21 Friedhöfe, welche verschiedenen Rechtsträgern unterstehen: So werden je sieben Friedhöfe vom Magistrat der Stadt Innsbruck, von Einrichtungen der römisch-katholischen Kirche und von einer Gruppen von diversen Trägern betreut.

### Wasserversorgung
Die Trinkwasserversorgung der Stadt erfolgt großteils aus der sogenannten Mühlauer Quelle, die im Inneren der Nordkette auf 1.140 Meter Seehöhe liegt und etwa zwischen 600 und 1.600 Liter Wasser pro Sekunde liefert. Die notwendigen Stollenanlagen zur Fassung der Quellen wurden in den Jahren 1942 bis 1953 errichtet. Das Wasser dieser Quellen verweilt durchschnittlich zehn Jahre im Berg. Um die steigende Einwohnerzahl zu versorgen, sollen die Stollen in Zukunft von den Innsbrucker Kommunalbetrieben erweitert werden, um zusätzliche 350 Liter pro Sekunde zu erhalten.

### Sonstiges
Der internationale Dachverband der Hilfsorganisation SOS-Kinderdorf, der Verein SOS-Kinderdorf International, hat seinen Sitz in Innsbruck. Außerdem ist in Innsbruck auch der nationale Hauptverein, SOS-Kinderdorf in Österreich, ansässig.

### Tourismus

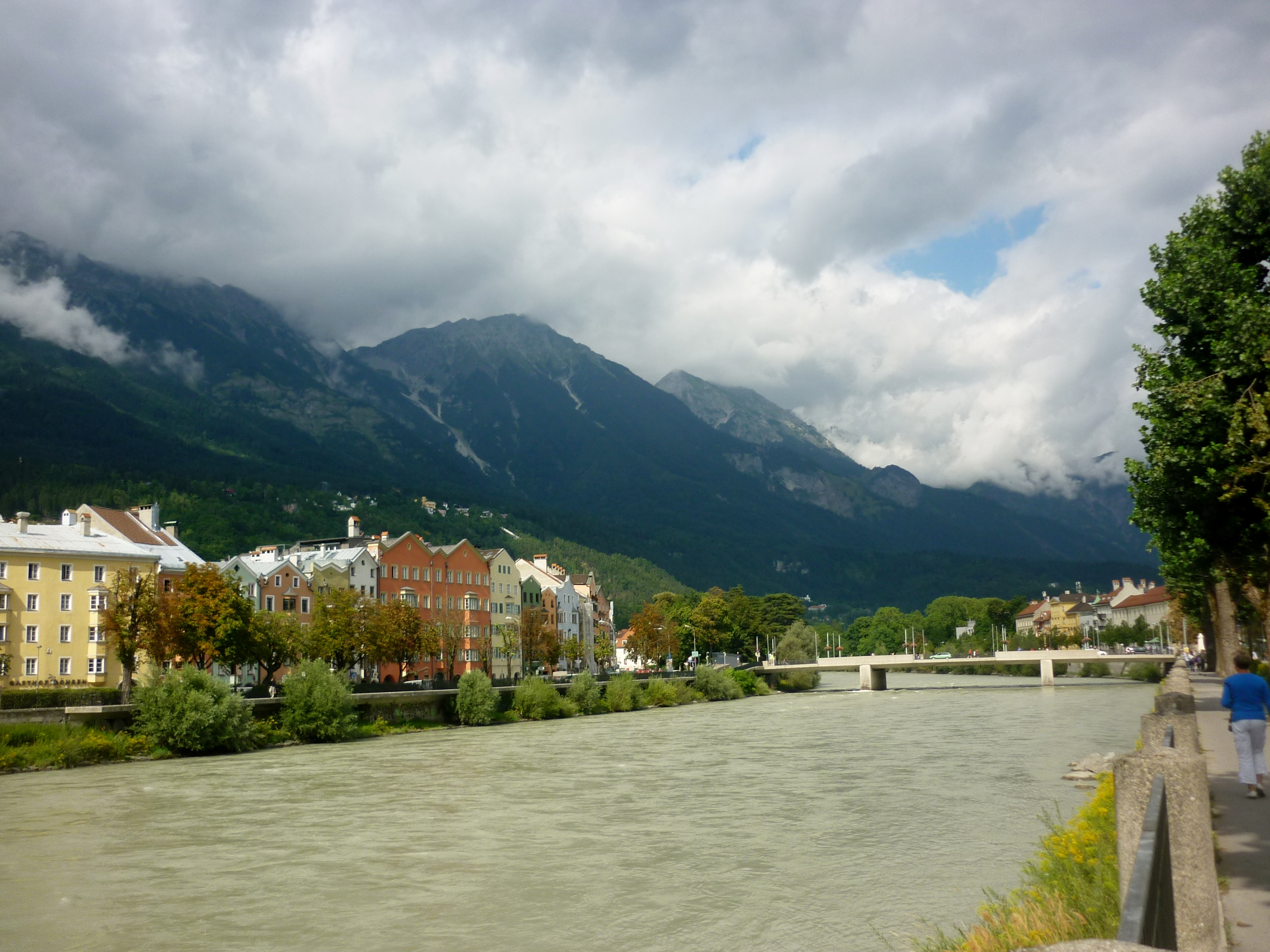
Inn mit Innbrücke und Häuserzeile von Mariahilf

Der Tourismus stellt für die Stadt eine wichtige Einnahmequelle dar. Dank der Altstadt mit zahlreichen Bauten aus der Zeit Kaiser Maximilians I., der einzigartigen Lage inmitten der Tiroler Bergwelt und nicht zuletzt aufgrund des umfangreichen Sportangebots ist Innsbruck bei Touristen aus aller Welt ein beliebtes Ziel.
Viele Touristen kommen auch wegen etablierter Veranstaltungen wie des Tanzsommers, der Festwochen der Alten Musik und der Ambraser Schlosskonzerte. Sehr beliebt, speziell bei Gästen aus Italien, sind der Christkindlmarkt und das Bergsilvester.

#### Tourismusverband
Der Tourismusverband Innsbruck ist mit mehreren Unterorganisationen für viele umliegende Gebiete und Orte zuständig, wie u. a. Telfs, Sellrain, Rum, Axams, Igls, Patsch, Mutters etc.
Sowohl der TVB Innsbruck als auch seine Unterorganisationen fördern die Entwicklung von Tourismusangeboten und sollen die Orientierung für unterschiedlich motivierte Touristen erleichtern, wie zum Beispiel durch die Innsbruck Information und Reservierungs GmbH.
Zu den Angeboten gehören unter anderem die Innsbruck Card, die eine Vielzahl von Angeboten, wie beispielsweise kostenlosen Eintritt in alle Museen und Sehenswürdigkeiten der Region Innsbruck, Freifahrten mit verschiedenen Seilbahnen sowie dem Sightseer Bus und den regionalen IVB-Linien und zahlreiche weitere Preisermäßigungen ermöglicht. Auch die sogenannte Welcome Card, die kostenlose Gästekarte ab zwei Übernachtungen, bietet kostenlosen öffentlichen Nahverkehr während des gesamten Aufenthalts und ab drei Nächten ebenfalls kostenlose Fahrten mit ausgewählten Seilbahnen in der Region. Das Angebot der Welcome Card ist saisonsabhängig, im Winter sind weniger Seilbahnen inkludiert.

## Verkehr

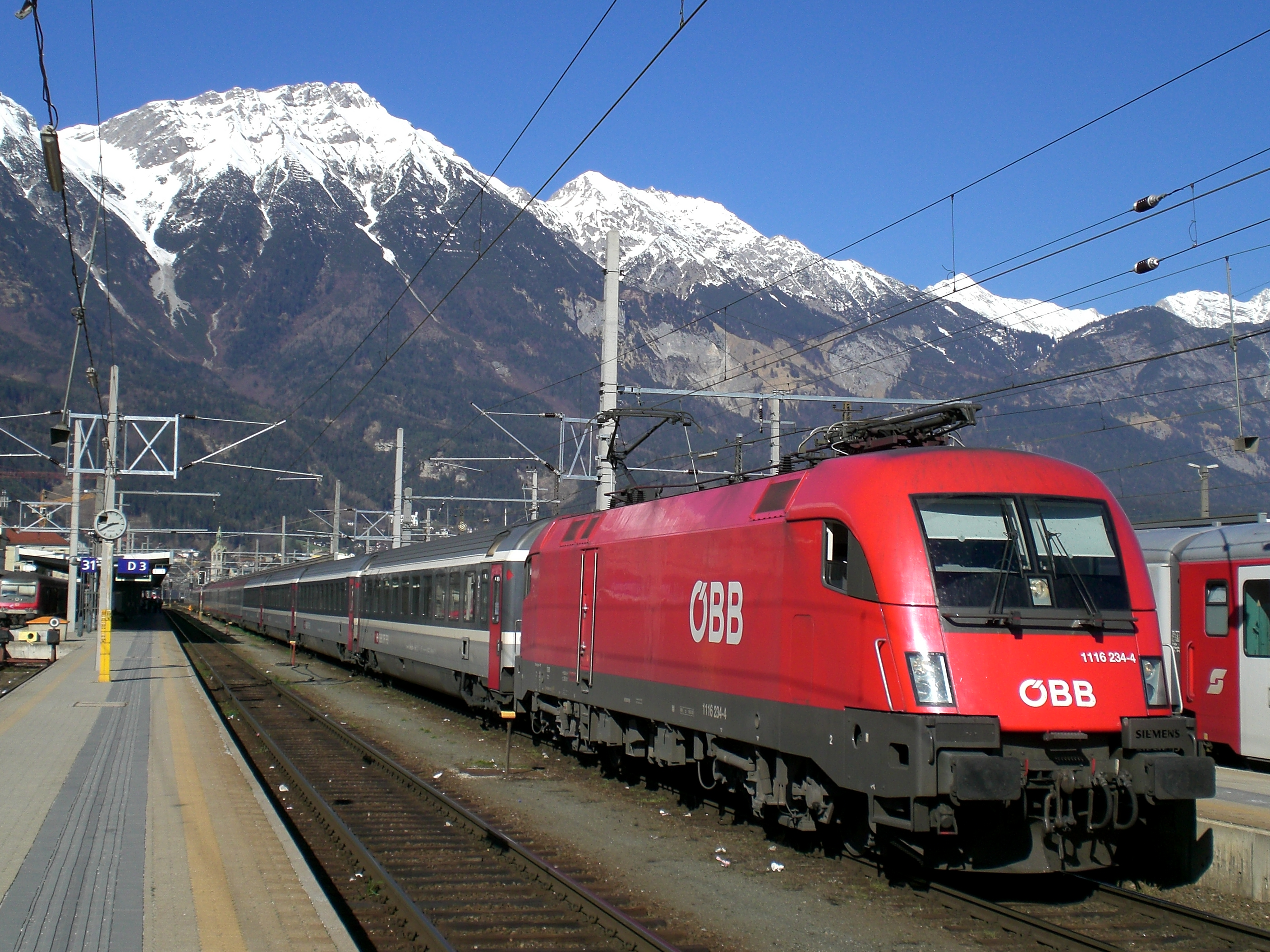
EuroCity im Hauptbahnhof Innsbruck

Durch die Lage am Fuße eines der wichtigsten Alpenpässe, dem Brennerpass, war Innsbruck bereits im Mittelalter ein wichtiger Verkehrsknoten für den Handel zwischen Italien und den deutschen Fürstentümern, und viele Reisende machten hier Station – u. a. Goethe im Hotel Goldener Adler.

### Inn
Namensgebend für die Stadt ist die Lage an einer Brücke über den hier im Wesentlichen nach Osten fließenden Inn. Historisch wurde auf dem Inn Brenn- und Bauholz flussab nach Innsbruck und zur Saline nach Hall geflößt, wo die Innschifffahrt begann. In den 1990er Jahren aufkommende Ideen einer Schiffsverbindung zwischen Innsbruck und den Kristallwelten in Wattens wurden nicht umgesetzt. Der Fluss wird im Stadtgebiet von 15 Brücken gequert.

### Eisenbahn
Mit der Eröffnung der Unterinntalbahn via Kufstein nach München und Salzburg fand die Stadt 1858 Anschluss an das sich rasch entwickelnde Eisenbahnnetz. Diese Entwicklung wurde durch den Bau der Giselabahn (ab Wörgl Richtung Graz und Salzburg) und die Errichtung der Brennerbahn 1867 weiter gefördert, wodurch Innsbruck an eine der wichtigsten Eisenbahnstrecken der Habsburgermonarchie rückte. Durch die 1884 fertiggestellte Arlbergbahn Richtung Feldkirch und in weiterer Folge Bregenz und Schaan/Zürich/Basel wurde die Stadt nun endgültig zu einem wichtigen Verkehrsknoten auf der Nord-Süd- und Ost-West-Achse. Diese Entwicklung wurde durch die 1912 eröffnete Mittenwaldbahn nach Garmisch-Partenkirchen gefestigt. Alle diese Linien laufen am Hauptbahnhof Innsbruck zusammen.
Im Zuge der Ausbauarbeiten der TEN-Achse Berlin-Palermo wird die Unterinntalbahn als eine der meistbefahrenen Eisenbahnstrecken in Österreich (bis zu 430 Züge am Tag) derzeit viergleisig ausgebaut. Im Süden der Stadt wurde 2016 mit den Bauarbeiten am Hauptstollen des Brennerbasistunnels begonnen, der zusammen mit den entsprechenden Zulaufstrecken eine Kapazitätssteigerung des alpenquerenden Schienenverkehrs ermöglichen soll.

### Straßenverkehr
Entlang der Eisenbahnstrecken entstand in den 1960er Jahren zunächst in östlicher Richtung die Inntal Autobahn A 12, die innabwärts bei Rosenheim mit der A8 nach München sowie Salzburg/Wien verbunden ist. Nach Westen geht die A 12 im Oberinntal in die Arlberg Schnellstraße über, welche das Arlbergmassiv im mautpflichtigen Arlberg-Straßentunnel unterquert und die einzige gänzlich winterfeste Straßenverbindung nach Vorarlberg darstellt.
In südliche Richtung zweigt am Autobahndreieck Innsbruck schließlich die Brennerautobahn nach Bozen und Verona ab, die südlich der Landeshauptstadt mit der beinahe 200 m hohen Europabrücke das Wipptal überspannt.
In Richtung Norden besteht keine Autobahn, sondern nur eine Anbindung via Seefelder Straße B 177 über den Zirler Berg nach Seefeld in Tirol und weiter via Mittenwald nach Garmisch-Partenkirchen.

### Fahrradverkehr
Innsbruck hatte nach einer VCÖ-Untersuchung 2012 mit 23 % den größten Radverkehrsanteil in Österreich. 2020 zeigen neue Untersuchungen, dass dieser Anteil mittlerweile zwar etwas niedriger ausfällt, sich aber doch im Spitzenfeld der österreichischen Großstädte befindet. Mit dem Radmasterplan 2030 soll der Anteil bis 2030 auf tatsächliche 20 % gesteigert werden.

### Flugverkehr

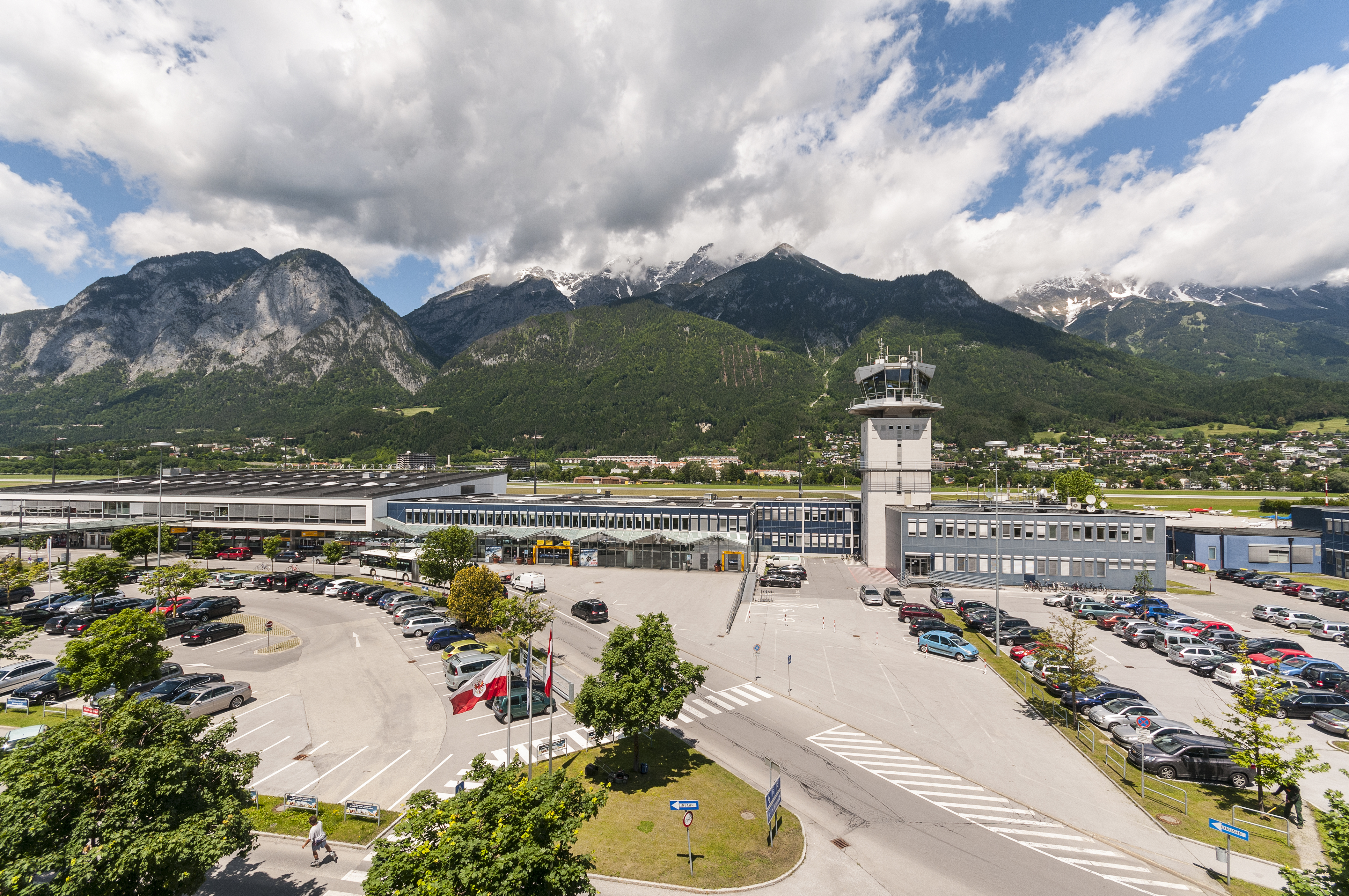
Flughafen Innsbruck

Innsbruck hat einen internationalen Flughafen im Westen der Stadt (Kranebitten). Die Errichtung geht auf einen Beschluss der Tiroler Landesregierung von 1920 zurück. Während der Olympischen Winterspiele 1964 und 1976 gewann der Flughafen zunehmend an Bedeutung. Durch ganzjährige Linienflüge ist Innsbruck u. a. mit Amsterdam, Frankfurt, London, Berlin und Wien verbunden. Als Ziel von rund 50 Fluggesellschaften – darunter auch British Airways – und als Arbeitgeber für circa 1300 Menschen in rund 30 angesiedelten Unternehmen ist der Flughafen ein wichtiger Wirtschaftsfaktor. Im Jahre 2010 überschritt die Zahl der Passagiere erstmals die 1-Mio.-Marke.

### Öffentlicher Nahverkehr

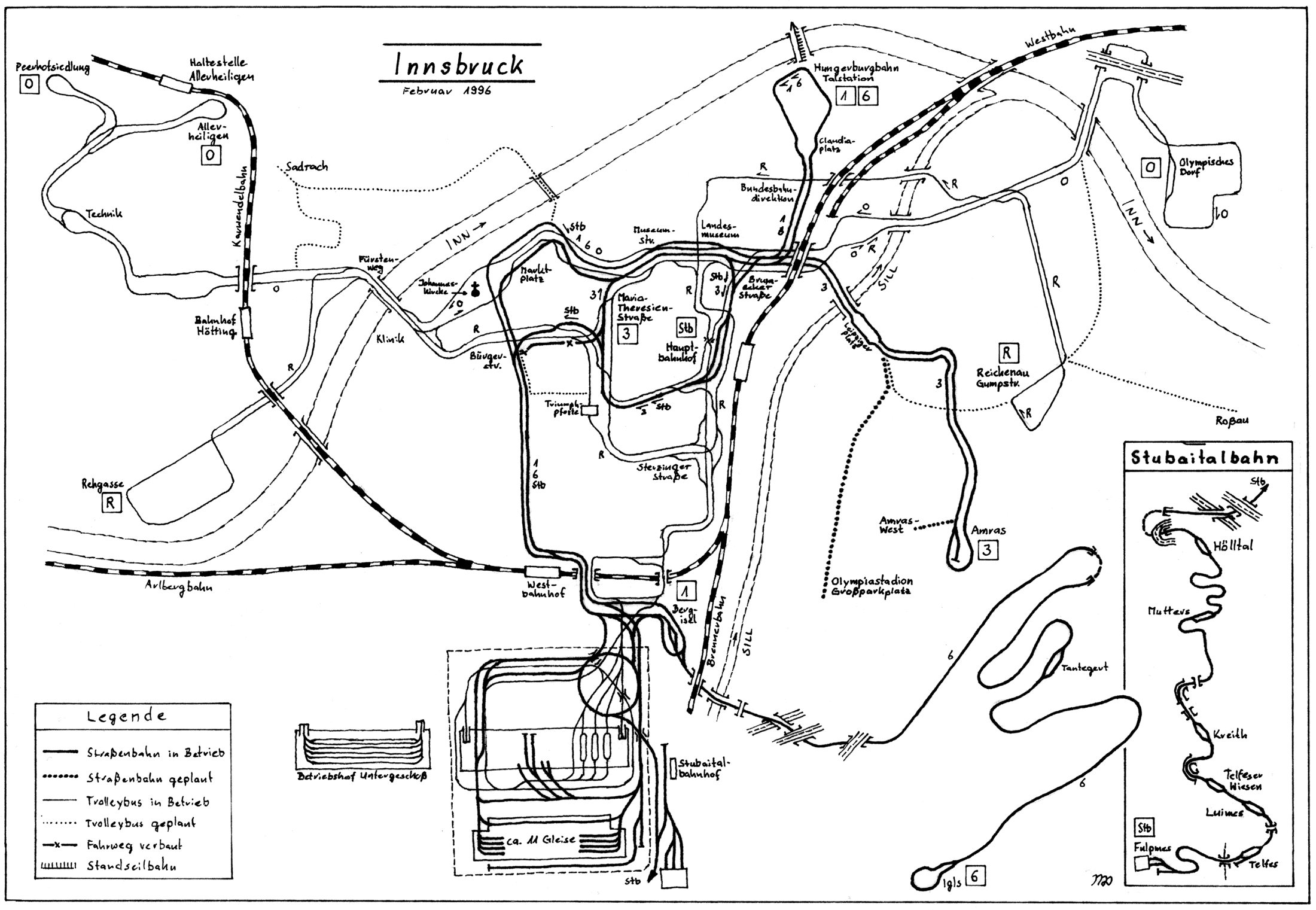
Straßenbahn- und O-Bus-Netz 1996 (nicht mehr aktuell)

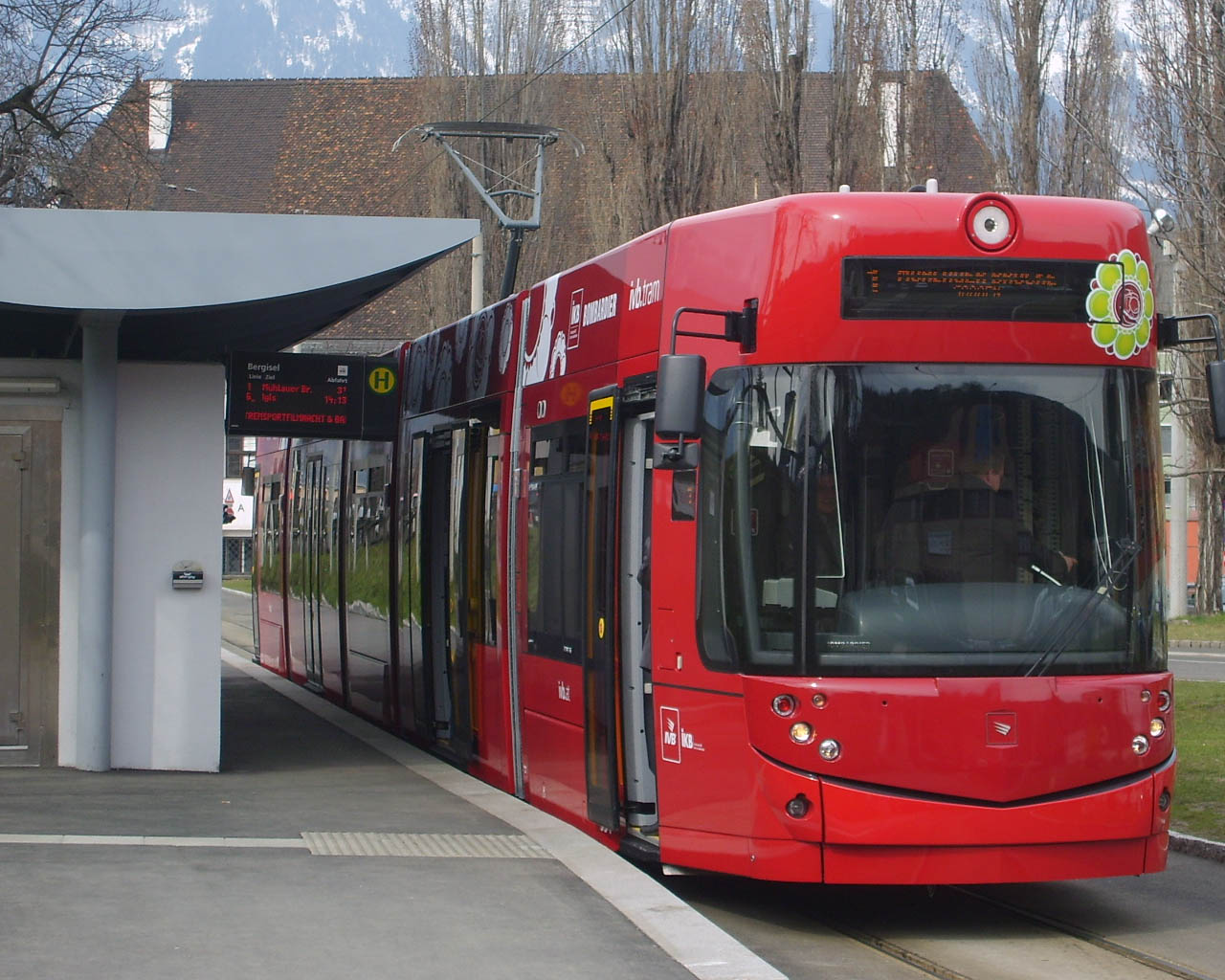
Straßenbahn der IVB an der Endhaltestelle Bergisel der Linie 1

Im Stadtgebiet und in den Vororten werden von den Innsbrucker Verkehrsbetrieben (IVB), der Firma Innbus (Teil von IVB), ÖBB-Postbus, Ledermair Verkehrsbetriebe sowie weiteren Verkehrsunternehmen im Verkehrsverbund VVT zusammengeschlossene Straßenbahnlinien und Buslinien betrieben. Nach Betriebsschluss der regulären Linien besteht ein Nachtbusnetz, dessen wichtigste Linien an allen Wochentagen die ganze Nacht verkehren.
Das Straßenbahnnetz besteht aus den Linien 1, 2, 3, 5, 6 (Mittelgebirgsbahn) und STB (Stubaitalbahn). Seit 2003 wird im Rahmen eines mehrjährigen Ausbauprogramms das Straßenbahnnetz modernisiert und erweitert, wobei seit 2010 im Abstand von zwei bis drei Jahren immer wieder einige Streckenkilometer neu hinzukommen. Von 1944 bis 1976 und von 1988 bis 2007 existierte außerdem der Oberleitungsbus Innsbruck. Viele Umlandgemeinden werden außerdem mittels S-Bahn erschlossen.
Weiters gibt es eine moderne, teilweise unterirdisch verlaufende Standseilbahn, die Hungerburgbahn HBB. Die Bahn, die 2007 von der Südtiroler Leitner AG errichtet wurde, verbindet das am Rande der Inneren Stadt gelegene Kongresshaus mit dem auf der Weiherburg befindlichen Zoo und dem Stadtteil Hungerburg. Mit ihr können bis zu 1.200 Personen pro Stunde transportiert werden.
Die Nordkettenbahn, eine Seilschwebebahn, erschließt die Nordkette als Wandergebiet und bietet einen Zugang zum Innsbrucker Klettersteig und dem Schigebiet. Außerdem verläuft auf dem Gemeindegebiet von Innsbruck eine zweite Seilbahn – die Patscherkofelbahn, die ein weiträumiges Wandergebiet und ein kleines Schigebiet in den Tuxer Alpen südöstlich der Stadt erschließt.

### Busverkehr: Innsbruck und Umgebung
Quelle: 
| Linie | Von                           | Nach                            |
| ----- | ----------------------------- | ------------------------------- |
| A     | Rum Sanatorium                | Allerheiligenhöfe               |
| C     | Luigenstraße                  | Sieglanger                      |
| F     | Rum Bahnhof                   | Flughafen                       |
| J     | Igls Patscherkofelbahn        | Nordkette                       |
| K     | Kranebitten Bahnhof           | Wiesengasse                     |
| M     | Aldrans Fagslung              | Mentlberg                       |
| R     | DEZ Süd                       | Rehgasse                        |
| T     | Rum Bahnhof / Mühlauer Brücke | Cyta Süd                        |
| W     | Marktplatz                    | Alpenzoo                        |
| 2A    | Neu-Rum Kirche                | Klinik / Exlgasse               |
| N1    | Baggersee                     | Sieglanger                      |
| N2    | Kajetan-Sweth-Straße          | Technik West                    |
| N3    | Gumppstraße                   | Rehgasse                        |
| N7    | Igls Alte Talstation          | Nordkette                       |
| N8    | Hauptbahnhof                  | Kranebitten                     |
| 501   | Hauptbahnhof                  | Hall (MARTHA-Dörfer)            |
| 502   | Hauptbahnhof                  | Eichat (MARTHA-Dörfer)          |
| 503   | Hauptbahnhof                  | Hall (MARTHA-Dörfer)            |
| 504   | Hauptbahnhof                  | Mils                            |
| 505   | Hauptbahnhof                  | Hall                            |
| 540   | Hauptbahnhof                  | Hall                            |
| 590   | Hauptbahnhof                  | Neustift (Stubaital)            |
| 350   | Hauptbahnhof                  | Nassereith                      |
| 355   | Hauptbahnhof                  | Nassereith                      |
| 401   | Hauptbahnhof                  | Natters                         |
| 404   | Hauptbahnhof                  | Grinzens (Westl. Mittelgebirge) |
| 405   | Hauptbahnhof                  | Grinzens (Westl. Mittelgebirge) |
| 408   | Hauptbahnhof                  | Axams                           |
| 435   | Hauptbahnhof                  | Scharnitz                       |
| 456   | Telfs                         | Schwaz                          |
| 461   | Hauptbahnhof                  | Oberperfussberg                 |
| 462   | Hauptbahnhof                  | Oberperfuss                     |
| 463   | Hauptbahnhof                  | Oberperfuss                     |
| 464   | Hauptbahnhof                  | Oberperfussberg                 |
| 469   | Mils                          | Völs                            |
| 530   | Hauptbahnhof                  | Igls                            |
| 560   | Hauptbahnhof                  | Steinach                        |
| 589   | Hauptbahnhof                  | Schönberg (Stubaital)           |
| 650   | Hauptbahnhof                  | Schwaz                          |
| 655   | Hauptbahnhof                  | Schwaz                          |
| 4166  | Hauptbahnhof                  | Kühtai                          |
| 8330  | Hauptbahnhof                  | Mayrhofen (Zillertal)           |
| 8352  | Hauptbahnhof                  | Ötztal-Bahnhof (Ötztal)         |
| 160X  | Hauptbahnhof                  | Reutte                          |
| 960X  | Hauptbahnhof                  | Lienz (Osttirol)                |
| 350N  | Hauptbahnhof                  | Telfs                           |
| 404N  | Hauptbahnhof                  | Grinzens (Westl. Mittelgebirge) |
| 464N  | Hauptbahnhof                  | Oberperfussberg                 |
| 502N  | Hauptbahnhof                  | Eichat (MARTHA-Dörfer)          |
| 540N  | Hauptbahnhof                  | Hall                            |
| 560N  | Hauptbahnhof                  | Gries                           |
| 590N  | Hauptbahnhof                  | Neustift (Stubaital)            |

### Umwelt-Ranking
Der folgende Graph zeigt einen Vergleich der österreichischen Landeshauptstädte in sieben umwelt-relevanten Bereichen, welcher 2020 durch die Umweltorganisation Greenpeace durchgeführt wurde (je mehr Punkte umso besser):
- Verkehrsmittelwahl: Anzahl der Wege im Personenverkehr, die umweltfreundlich zu Fuß, per Rad oder mit öffentlichem Verkehr zurückgelegt werden.
- Luftqualität: Belastung mit Stickstoffdioxid und Feinstaub.
- Radverkehr: Länge des Radnetzes, Anzahl der City-Bikestationen, Anzahl der Verkehrsunfälle.
- Öffentlicher Verkehr: Preis, zeitliche und räumliche Abdeckung.
- Parkraum: Preis für das Parken, Anteil der Kurzparkzonen.
- Fußgänger: Flächen der Fußgängerzonen und der verkehrsberuhigten Zonen, Anzahl der Verkehrsunfälle.
- Auto-Alternativen: Anzahl Elektro-Autos, Anzahl der Elektro-Ladestationen, Anzahl der Car-Sharing-Autos.
- Durchschnitt: Summe der sieben Einzelwertungen geteilt durch sieben.

## Religionen

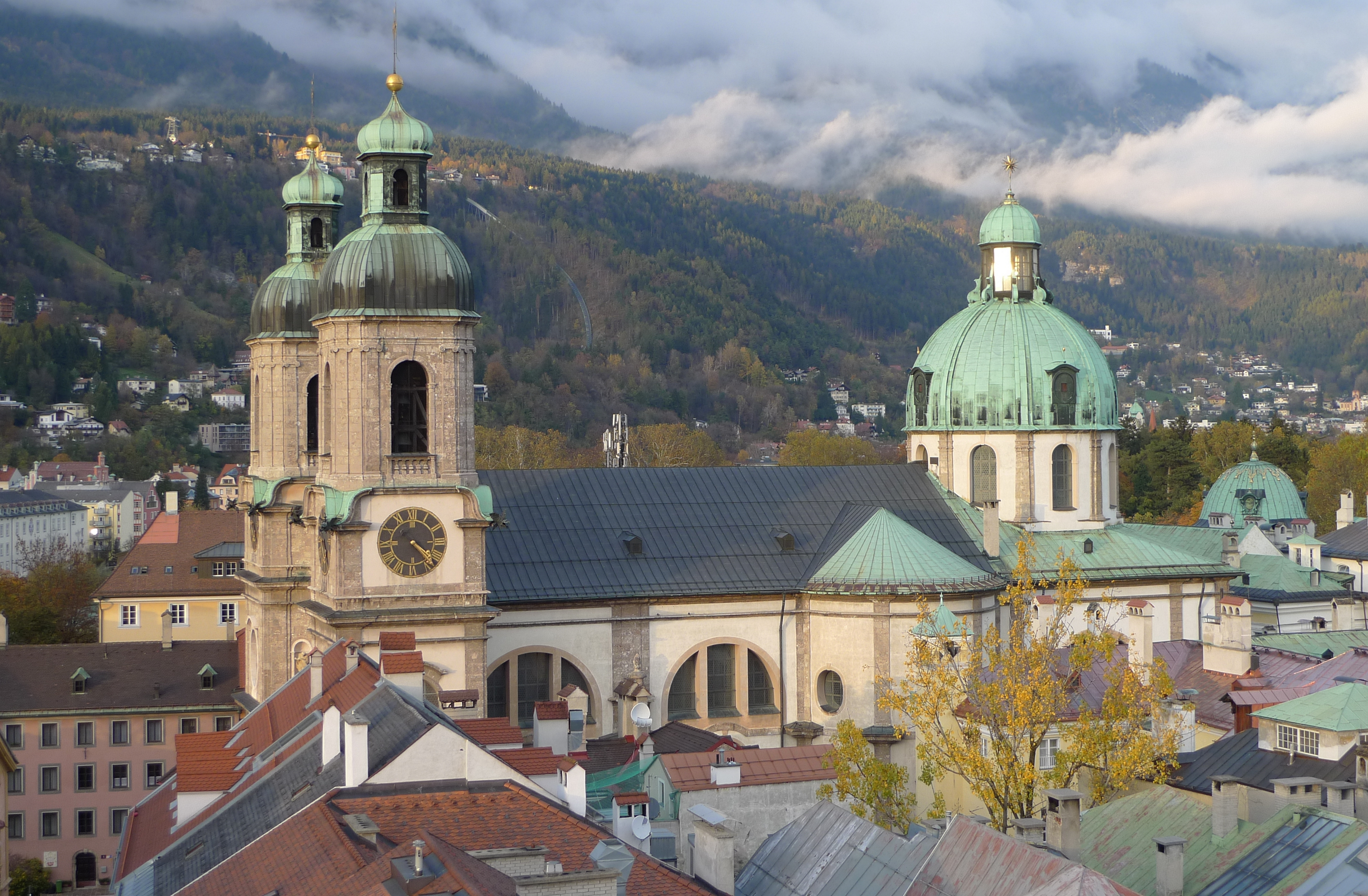
Blick vom Stadtturm zum Innsbrucker Dom

### Katholische Kirche
Rund 70 % der Innsbrucker Bevölkerung gehören der römisch-katholischen Kirche an. Innsbruck ist Sitz der Diözese Innsbruck, die den westlichen und mittleren Teil von Nordtirol bis zum Fluss Ziller sowie Osttirol umfasst. Das Bistum wurde am 6. September 1964 als Diözese Innsbruck-Feldkirch durch Papst Paul VI. errichtet. Am 8. Dezember 1968 wurde das Bistum in ein Bistum Innsbruck und ein Bistum Feldkirch geteilt. Zuvor war Innsbruck Teil der Diözese Brixen.
Die Universität Innsbruck hat eine bekannte römisch-katholische theologische Fakultät, an der Persönlichkeiten wie die Jesuitenpatres Petrus Canisius oder Karl Rahner lehrten.

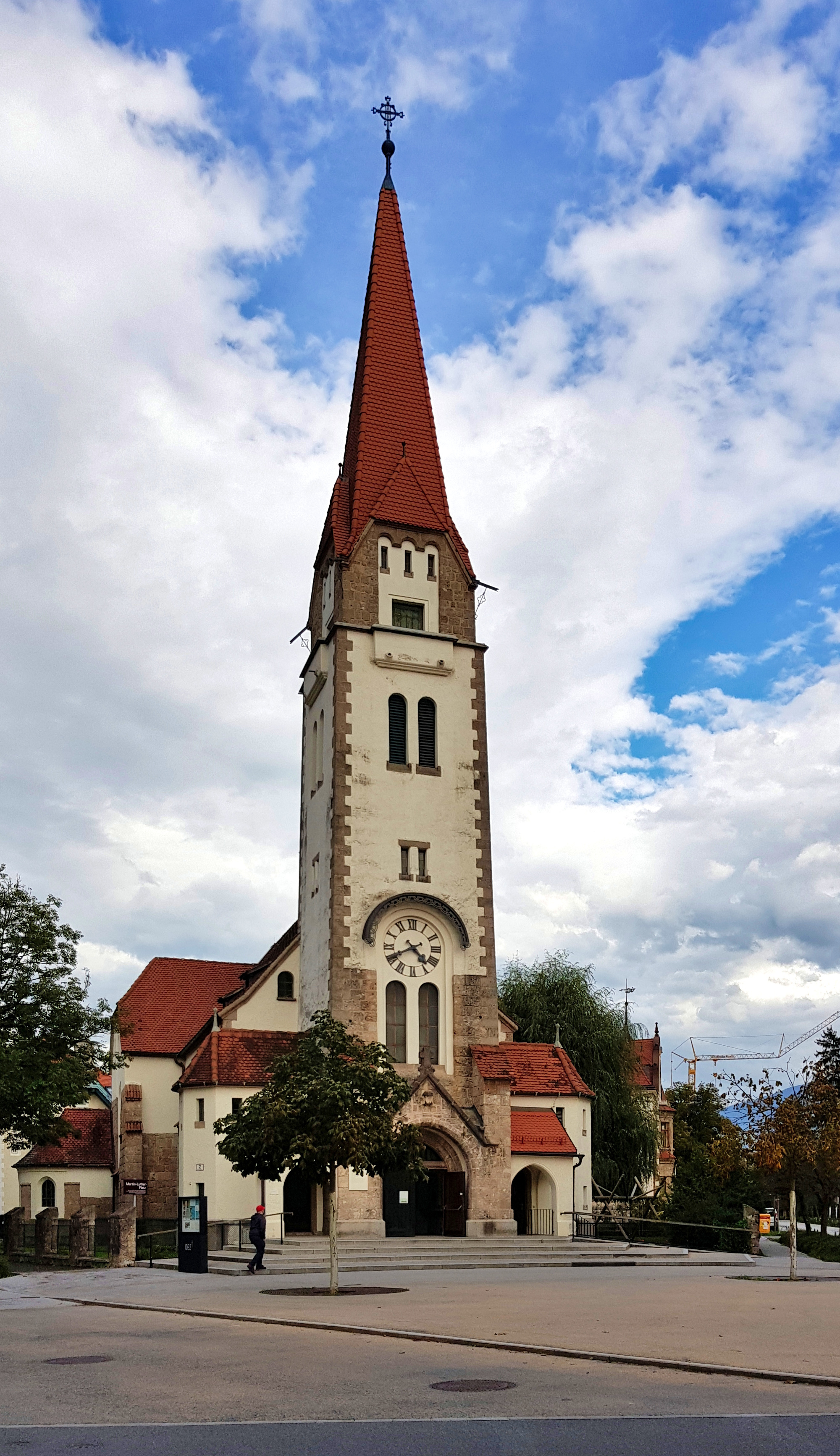
Evang. Christuskirche – Hauptkirche der Superintendentur

### Evangelische Kirche
Innsbruck übernahm 2005 von Salzburg die Rolle als Sitz der seit 1966 bestehenden Evangelischen Diözese A. B. Salzburg und Tirol. Amtierender Superintendent ist derzeit Olivier Dantine, der im Oktober 2012 als Nachfolger von Luise Müller gewählt wurde.
Die Evangelischen Pfarrkirchen in der Tiroler Landeshauptstadt sind die Christuskirche und die Auferstehungskirche, wobei die Christuskirche mehr Mitglieder zählt. Grenze der Gemeinden ist der Fluss Sill, wobei alle westlich wohnhaften Gemeindemitglieder der Christuskirche angehören und alle östlich wohnhaften der Auferstehungskirche zugewiesen werden.

### Orthodoxe Kirche
Auf Innsbrucker Stadtgebiet leben über 4000 orthodoxe Christen. Seit 1992 gibt es eine serbisch-orthodoxe Gemeinde für Tirol mit Sitz in Innsbruck. Diese ging aus der 1974 gegründeten Kirchengemeinde für Salzburg, Tirol und Vorarlberg hervor. Die Gottesdienste der serbisch-orthodoxen Gemeinde werden in der Kapelle der Siebererschule im Stadtteil Saggen gefeiert. Seit 2015 existierte auch eine rumänisch-orthodoxe Gemeinde, deren Gottesdienste in der katholischen St.-Pirmin-Kirche stattfinden.

### Jüdische Religion
Nach den Verfolgungen und Zerstörungen in der Zeit des Nationalsozialismus wurde 1952 die Israelitische Kultusgemeinde für Tirol und Vorarlberg in Innsbruck neu gegründet. Standort ist die Synagoge in der Sillgasse.

### Muslimische Religion
Muslimen stehen sechs Kulturzentren in einzelnen Stadtteilen zur Verfügung.
Darüber hinaus finden sich im Stadtgebiet Andachtsstätten anderer Religionsgemeinschaften (z. B. Neuapostolische Kirche, Jehovas Zeugen oder die Mormonen in Amras).

## Kultur (Auszug)

### Theater
- Tiroler Landestheater Innsbruck
- Innsbrucker Kellertheater

### Museen
- Tiroler Landesmuseum
- Tiroler Volkskunstmuseum
- Zeughaus
- Schloss Ambras
- Tirol Panorama mit Kaiserjägermuseum
- Tiroler Localbahnmuseum
- Alpenvereinsmuseum
- Audioversum

Insgesamt gibt es in Innsbruck rund 20 Museen.

### Ausstellungshäuser
- Taxispalais – Kunsthalle Tirol

### Kulturhäuser
- Treibhaus
- Kulturgasthaus Bierstindl
- Adambräu, Aut. Architektur und Tirol[65]

### Musik
- Tiroler Symphonieorchester Innsbruck
- Innsbrucker Festwochen der Alten Musik, siehe auch: Ambraser Schlosskonzerte

### Film
1913 stellte ein französischer Filmproduzent in Tirol die erste Speckbacher-Verfilmung her. 1920 verfilmte die Wiener „Astoria-Film“ in Tirol zwei Filme nach Werken von Karl Schönherr mit Schauspielern der Innsbrucker Exl-Bühne: „Erde“ und „Glaube und Heimat“ mit dem Kameramann Eduard Hoesch. 1921 nahm die „Tiroler Heimatfilm“ mit „Um Haus und Hof“ ihre erste Produktion in Angriff. Dies war eine Verfilmung eines Dramas von Franz Kranewitter mit Schauspielern der Exl-Bühne und unter Regie von Eduard Köck, der später vor allem als Schauspieler in Erscheinung trat.

### Fotografie
Seit 1989 gibt es die von Rupert Larl gegründete Galerie Fotoforum. Inn Situ (davor: Fo.Kus Fotokunst) kombiniert, kuratiert von Hans-Joachim Gögl, Ausstellungen internationaler Fotokunst mit Musik.

### Bauwerke

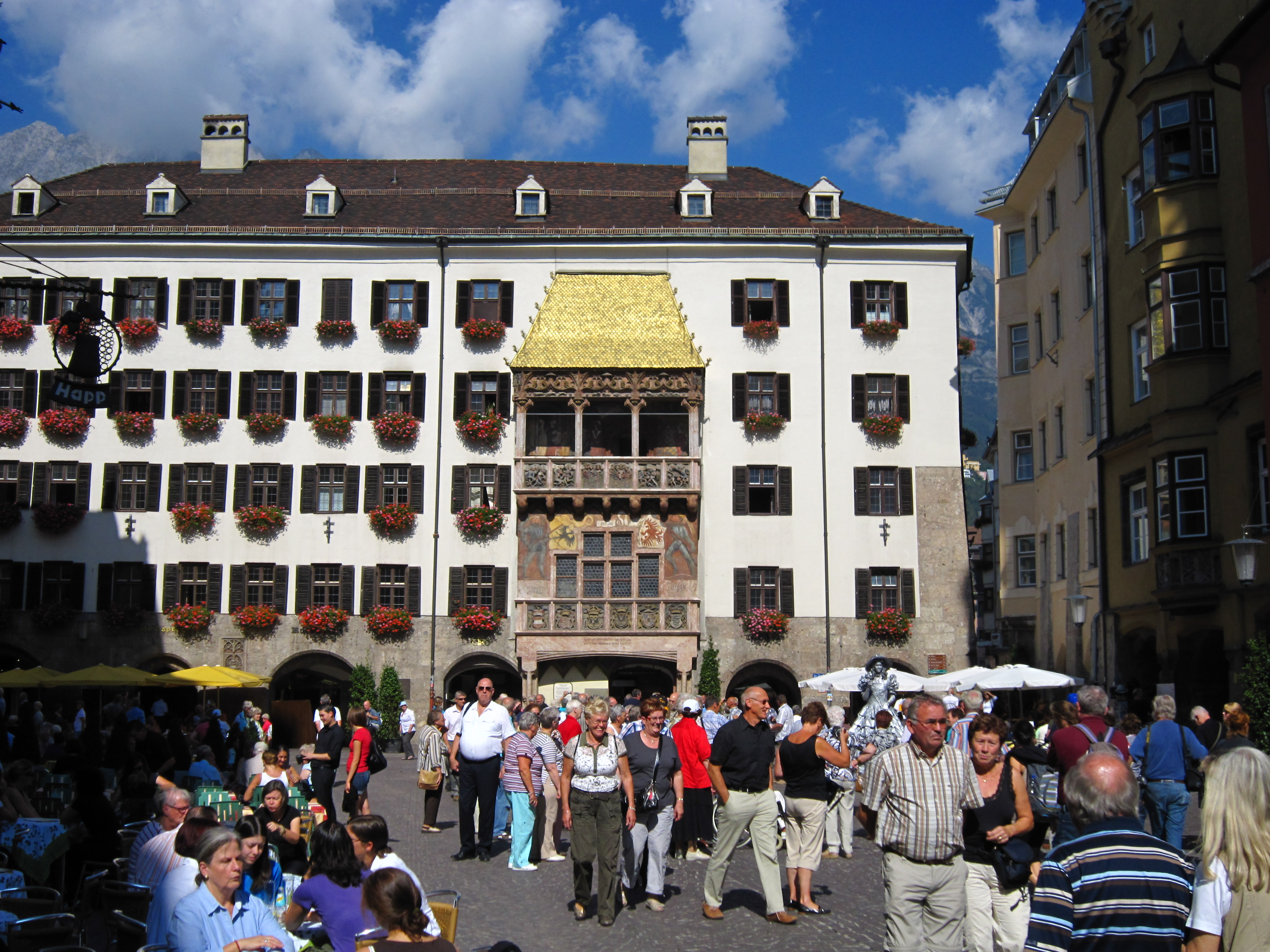
Das Goldene Dachl an der Herzog-Friedrich-Straße

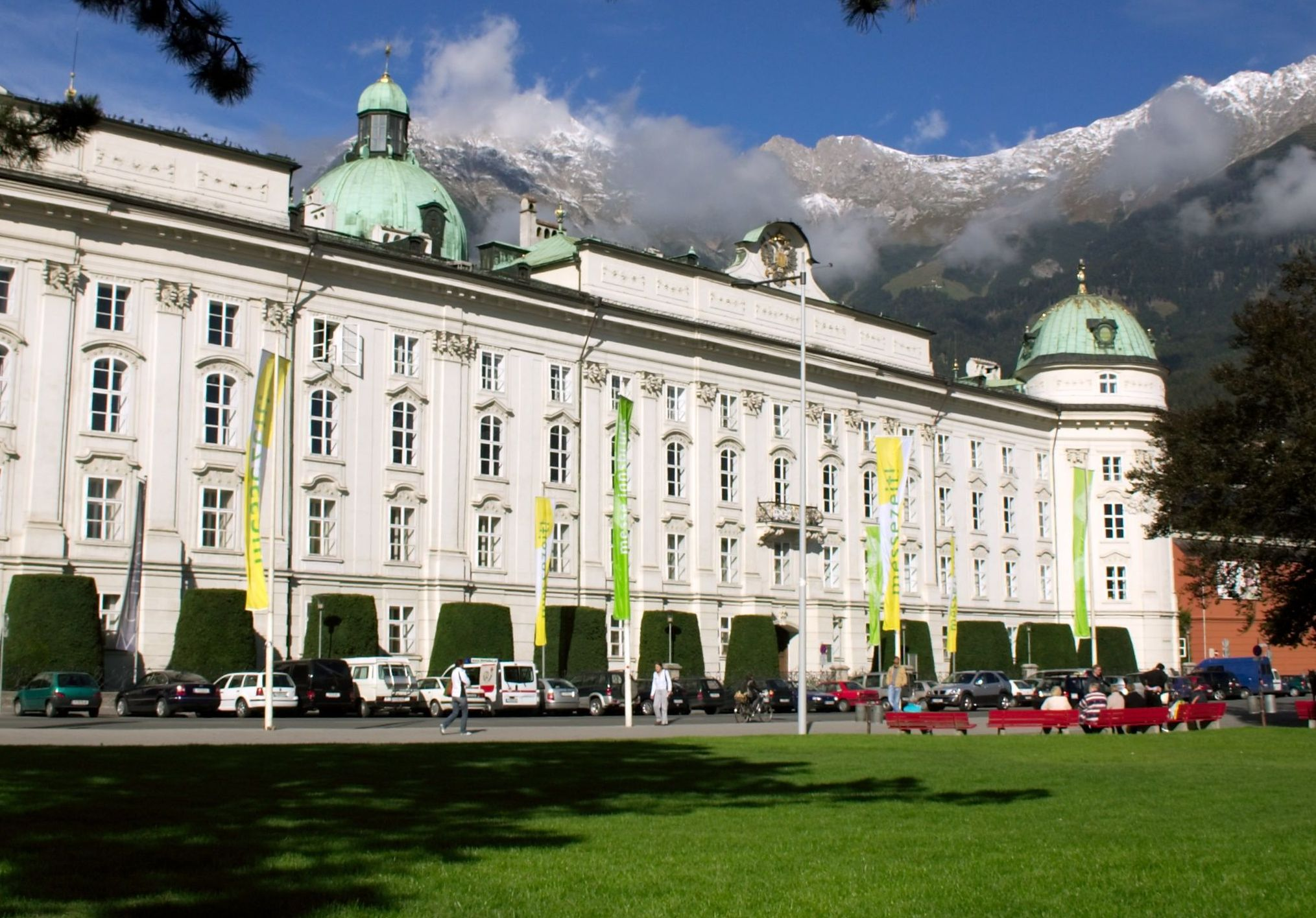
Die Innsbrucker Hofburg

### Wintersport

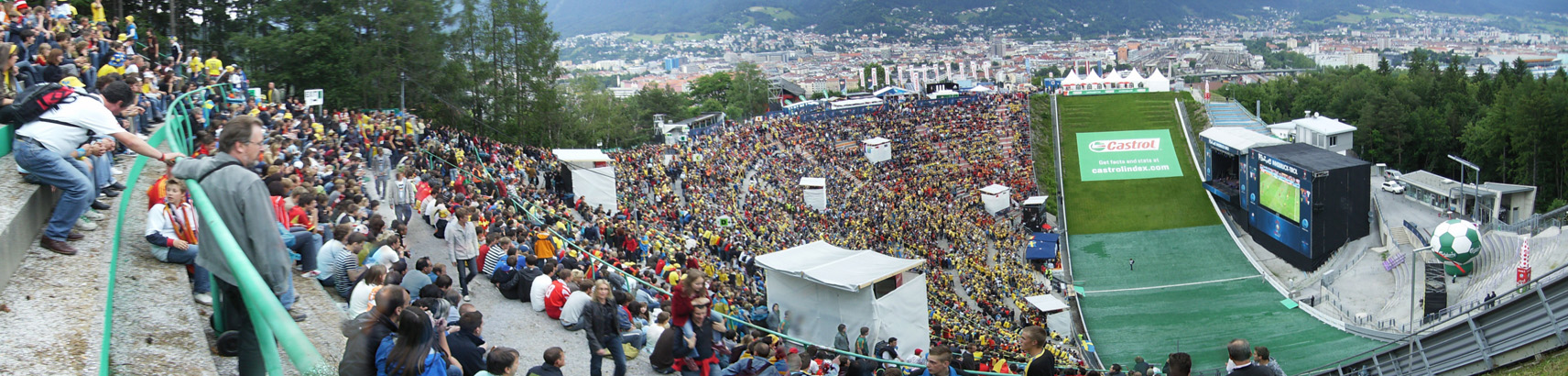
Public Viewing in der Fanzone Bergisel

## Regelmäßige Veranstaltungen (Auszug)

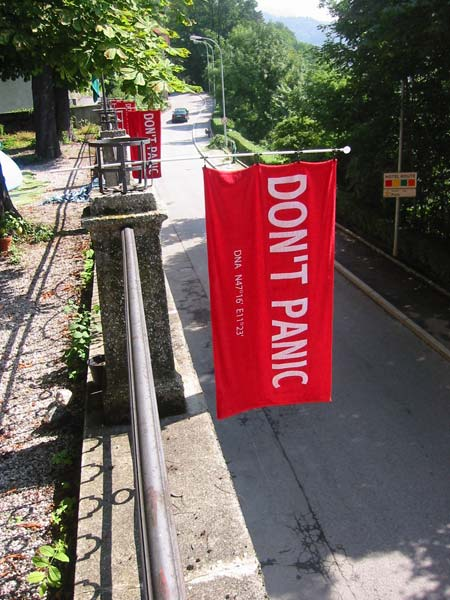
Towel Day Innsbruck – Siebbedruckte Handtücher zu Ehren von Douglas Adams. Neben den Worten „DON'T PANIC“ stehen die GPS-Daten der Stadt Innsbruck, wo er auf die Idee zum Hitchhiker’s Guide To The Galaxy kam. Der Towel Day findet seit 2001 alljährlich am 25. Mai statt.